# 2014-es IIHF jégkorong-világbajnokság
A 2014-es IIHF jégkorong-világbajnokságot Fehéroroszország fővárosában, Minszkben rendezték május 9. és május 25. között, két jégcsarnokban. A világbajnokságon 16 válogatott vett részt. A tornát az orosz válogatott nyerte.

## Pályázatok
A Nemzetközi Jégkorongszövetség 2009. május 8-án Fehéroroszországnak adta a 2014-es világbajnokság rendezési jogát. A győztes pályázat 75 szavazatot kapott, a második a magyar pályázat lett 24 szavazattal. Lettország és Ukrajna is pályázott.
| Pályázó          | Szavazatok |
| ---------------- | ---------- |
| Fehéroroszország | 75         |
| Magyarország     | 24         |
| Lettország       | 03         |
| Ukrajna          | 02         |

## Helyszínek
A mérkőzéseket Minszkben, az alábbi két csarnokban játszották:
| Minszk                       | Minszk                         |
| Minsk-Arena Férőhely: 15 000 | Chizhovka-Arena Férőhely: 9600 |
|                              |                                |

## Résztvevők
A világbajnokságon az alábbi 16 válogatott vett részt.
| Ázsia - Kazahsztán^ Európa - Csehország* - Dánia* - Fehéroroszország† - Franciaország* - Finnország* - Lettország* | - Németország* - Norvégia* - Olaszország^ - Oroszország* - Szlovákia* - Svájc* - Svédország* Észak-Amerika - Egyesült Államok* - Kanada* |

† = Rendező
* = A 2013-as IIHF jégkorong-világbajnokság első 14 helyének valamelyikén végzett.
^ = A 2013-as IIHF divízió I-es jégkorong-világbajnokság feljutói

## Kiemelés
A kiemelés és a csoportbeosztás a 2013-as IIHF-világranglistán alapult. A csapatok után zárójelben a világranglista-helyezés olvasható.
| A csoport - Svédország (1) - Csehország (4) - Kanada (5) - Szlovákia (8) - Norvégia (9) - Dánia (12) - Franciaország (13) - Olaszország (18) | B csoport - Finnország (2) - Oroszország (3) - Egyesült Államok (6) - Svájc (7) - Németország (10) - Lettország (11) - Fehéroroszország (14) - Kazahsztán (16) |

## Csoportkör
| Jelmagyarázat                                   |
| ----------------------------------------------- |
| A csapat bejutott az egyenes kieséses szakaszba |
| A csapat nem jutott tovább                      |
| A csapat kiesett a divízió I A-ba               |

A kezdési időpontok helyi idő szerintiek (UTC+3).

### A csoport
| Nemzet        | M | Gy | HGy | HV | V | G+ | G- | Gk  | P  |
| ------------- | - | -- | --- | -- | - | -- | -- | --- | -- |
| Kanada        | 7 | 5  | 1   | 1  | 0 | 28 | 13 | +15 | 18 |
| Svédország    | 7 | 5  | 1   | 1  | 0 | 21 | 10 | +11 | 18 |
| Csehország    | 7 | 2  | 2   | 2  | 1 | 20 | 18 | +2  | 12 |
| Franciaország | 7 | 2  | 2   | 1  | 2 | 25 | 20 | +5  | 11 |
| Szlovákia     | 7 | 3  | 0   | 1  | 3 | 20 | 21 | −1  | 10 |
| Norvégia      | 7 | 2  | 0   | 1  | 4 | 16 | 19 | −3  | 7  |
| Dánia         | 7 | 1  | 1   | 0  | 5 | 17 | 27 | −10 | 5  |
| Olaszország   | 7 | 1  | 0   | 0  | 6 | 6  | 25 | −19 | 3  |

| 2014. május 9. 16:45 | Franciaország | 3–2 (sz.) (1–1, 0–0, 1–1) (h.u.: 0–0) (sz.: 1–0) | Kanada | Chizhovka Arena, Minszk Nézőszám: 6780 |

| Jegyzőkönyv | Jegyzőkönyv    | Jegyzőkönyv                                      | Jegyzőkönyv  | Jegyzőkönyv                                                                      |
| --- | -------------- | ------------------------------------------------ | ------------ | -------------------------------------------------------------------------------- |
| | Cristobal Huet | Kapusok                                          | James Reimer | Játékvezetők: Keith Kaval Steve Patafie Vonalbírók: Nicolas Fluri Andre Schrader |
| \| S. Da Costa (Y. Auvitu, P-É. Bellemare) (PP) – 17:03 \| 1–0 \| \| \| \| 1–1 \| 19:45 – B. Schenn (C. Hodgson, J. Garrison) (PP) \| \| \| 1–2 \| 50:42 – E. Gudbranson (N. MacKinnon) \| \| S. Da Costa (A. Roussel) (PP) – 52:35 \| 2–2 \| \| |                |                                                  |              | Játékvezetők: Keith Kaval Steve Patafie Vonalbírók: Nicolas Fluri Andre Schrader |
| J. Desrosiers S. Da Costa P-É. Bellemare | Szétlövés      | K. Turris S. Monahan M. Read                     |              | Játékvezetők: Keith Kaval Steve Patafie Vonalbírók: Nicolas Fluri Andre Schrader |
| 8 perc | Büntetések     | 12 perc                                          |              | Játékvezetők: Keith Kaval Steve Patafie Vonalbírók: Nicolas Fluri Andre Schrader |
| 29 | Lövések        | 36                                               |              | Játékvezetők: Keith Kaval Steve Patafie Vonalbírók: Nicolas Fluri Andre Schrader |
| S. Da Costa (Y. Auvitu, P-É. Bellemare) (PP) – 17:03 | 1–0            |                                                  |              | Játékvezetők: Keith Kaval Steve Patafie Vonalbírók: Nicolas Fluri Andre Schrader |
| | 1–1            | 19:45 – B. Schenn (C. Hodgson, J. Garrison) (PP) |              | Játékvezetők: Keith Kaval Steve Patafie Vonalbírók: Nicolas Fluri Andre Schrader |
| | 1–2            | 50:42 – E. Gudbranson (N. MacKinnon)             |              |                                                                                  |
| S. Da Costa (A. Roussel) (PP) – 52:35 | 2–2            |                                                  |              |                                                                                  |

| 2014. május 9. 20:45 | Szlovákia | 2–3 (h.u.) (0–1, 2–0, 0–1) (h.u.: 0–0) | Csehország | Chizhovka Arena, Minszk Nézőszám: 6920 |

| Jegyzőkönyv | Jegyzőkönyv | Jegyzőkönyv                               | Jegyzőkönyv     | Jegyzőkönyv                                                                                       |
| --- | ----------- | ----------------------------------------- | --------------- | ------------------------------------------------------------------------------------------------- |
| | Ján Laco    | Kapusok                                   | Alexander Salák | Játékvezetők: Vjacseszlav Bulanov Daniel Piechaczek Vonalbírók: Ivan Gyedovla Sztanyiszlav Raming |
| \| \| 0–1 \| 06:24 – O. Němec (J. Hudler, R. Červenka) \| \| M. Miklík (T. Tatar) – 25:17 \| 1–1 \| \| \| M. Viedensky (M. Miklík, M. Réway) – 35:45 \| 2–1 \| \| \| \| 2–2 \| 57:53 – J. Jágr (O. Němec, T. Hertl) \| \| \| 2–3 \| 61:50 – J. Klepiš (M. Ševc, O. Vitásek) \| |             |                                           |                 | Játékvezetők: Vjacseszlav Bulanov Daniel Piechaczek Vonalbírók: Ivan Gyedovla Sztanyiszlav Raming |
| 10 perc | Büntetések  | 10 perc                                   |                 | Játékvezetők: Vjacseszlav Bulanov Daniel Piechaczek Vonalbírók: Ivan Gyedovla Sztanyiszlav Raming |
| 16 | Lövések     | 33                                        |                 | Játékvezetők: Vjacseszlav Bulanov Daniel Piechaczek Vonalbírók: Ivan Gyedovla Sztanyiszlav Raming |
| | 0–1         | 06:24 – O. Němec (J. Hudler, R. Červenka) |                 | Játékvezetők: Vjacseszlav Bulanov Daniel Piechaczek Vonalbírók: Ivan Gyedovla Sztanyiszlav Raming |
| M. Miklík (T. Tatar) – 25:17 | 1–1         |                                           |                 | Játékvezetők: Vjacseszlav Bulanov Daniel Piechaczek Vonalbírók: Ivan Gyedovla Sztanyiszlav Raming |
| M. Viedensky (M. Miklík, M. Réway) – 35:45 | 2–1         |                                           |                 | Játékvezetők: Vjacseszlav Bulanov Daniel Piechaczek Vonalbírók: Ivan Gyedovla Sztanyiszlav Raming |
| | 2–2         | 57:53 – J. Jágr (O. Němec, T. Hertl)      |                 |                                                                                                   |
| | 2–3         | 61:50 – J. Klepiš (M. Ševc, O. Vitásek)   |                 |                                                                                                   |

| 2014. május 10. 12:45 | Olaszország | 0–3 (0–1, 0–1, 0–1) | Norvégia | Chizhovka Arena, Minszk Nézőszám: 7590 |

| Jegyzőkönyv | Jegyzőkönyv       | Jegyzőkönyv                             | Jegyzőkönyv | Jegyzőkönyv                                                                         |
| --- | ----------------- | --------------------------------------- | ----------- | ----------------------------------------------------------------------------------- |
| | Daniel Bellissimo | Kapusok                                 | Lars Haugen | Játékvezetők: Martin Fraňo Marcus Vinnerborg Vonalbírók: Paul Carnathan Justin Hull |
| \| \| 0–1 \| 05:42 – N. Roest (A. Stene) \| \| \| 0–2 \| 31:19 – M. Ask (S. Olden, P-Å. Skrøder) \| \| \| 0–3 \| 53:29 – A. Bastiansen (M. Olimb) \| |                   |                                         |             | Játékvezetők: Martin Fraňo Marcus Vinnerborg Vonalbírók: Paul Carnathan Justin Hull |
| 4 perc | Büntetések        | 6 perc                                  |             | Játékvezetők: Martin Fraňo Marcus Vinnerborg Vonalbírók: Paul Carnathan Justin Hull |
| 15 | Lövések           | 27                                      |             | Játékvezetők: Martin Fraňo Marcus Vinnerborg Vonalbírók: Paul Carnathan Justin Hull |
| | 0–1               | 05:42 – N. Roest (A. Stene)             |             | Játékvezetők: Martin Fraňo Marcus Vinnerborg Vonalbírók: Paul Carnathan Justin Hull |
| | 0–2               | 31:19 – M. Ask (S. Olden, P-Å. Skrøder) |             | Játékvezetők: Martin Fraňo Marcus Vinnerborg Vonalbírók: Paul Carnathan Justin Hull |
| | 0–3               | 53:29 – A. Bastiansen (M. Olimb)        |             | Játékvezetők: Martin Fraňo Marcus Vinnerborg Vonalbírók: Paul Carnathan Justin Hull |

| 2014. május 10. 16:45 | Svédország | 3–0 (2–0, 0–0, 1–0) | Dánia | Chizhovka Arena, Minszk Nézőszám: 4900 |

| Jegyzőkönyv | Jegyzőkönyv    | Jegyzőkönyv | Jegyzőkönyv       | Jegyzőkönyv                                                                                 |
| --- | -------------- | ----------- | ----------------- | ------------------------------------------------------------------------------------------- |
| | Anders Nilsson | Kapusok     | Patrick Galbraith | Játékvezetők: Daniel Piechaczek Makszim Szidorenkov Vonalbírók: Vit Lederer Anton Szemjonov |
| \| M. Backlund (M. Ekholm) – 11:41 \| 1–0 \| \| \| M. Backlund (T. Erixon, J. Lindström) – 19:23 \| 2–0 \| \| \| G. Nyquist – 48:13 \| 3–0 \| \| |                |             |                   | Játékvezetők: Daniel Piechaczek Makszim Szidorenkov Vonalbírók: Vit Lederer Anton Szemjonov |
| 6 perc | Büntetések     | 6 perc      |                   | Játékvezetők: Daniel Piechaczek Makszim Szidorenkov Vonalbírók: Vit Lederer Anton Szemjonov |
| 34 | Lövések        | 21          |                   | Játékvezetők: Daniel Piechaczek Makszim Szidorenkov Vonalbírók: Vit Lederer Anton Szemjonov |
| M. Backlund (M. Ekholm) – 11:41 | 1–0            |             |                   | Játékvezetők: Daniel Piechaczek Makszim Szidorenkov Vonalbírók: Vit Lederer Anton Szemjonov |
| M. Backlund (T. Erixon, J. Lindström) – 19:23 | 2–0            |             |                   | Játékvezetők: Daniel Piechaczek Makszim Szidorenkov Vonalbírók: Vit Lederer Anton Szemjonov |
| G. Nyquist – 48:13 | 3–0            |             |                   | Játékvezetők: Daniel Piechaczek Makszim Szidorenkov Vonalbírók: Vit Lederer Anton Szemjonov |

| 2014. május 10. 20:45 | Kanada | 4–1 (0–0, 1–1, 3–0) | Szlovákia | Chizhovka Arena, Minszk Nézőszám: 6200 |

| Jegyzőkönyv | Jegyzőkönyv  | Jegyzőkönyv                                   | Jegyzőkönyv | Jegyzőkönyv                                                                              |
| --- | ------------ | --------------------------------------------- | ----------- | ---------------------------------------------------------------------------------------- |
| | Ben Scrivens | Kapusok                                       | Ján Laco    | Játékvezetők: Mikael Nord Konsztantyin Olenyin Vonalbírók: Masi Puolakka Sakari Suominen |
| \| \| 0–1 \| 32:24 – M. Šatan (K. Sloboda, M. Miklík) (PP) \| \| J. Ward (J. Garrison) – 37:21 \| 1–1 \| \| \| C. Hodgson (J. Garrison, N. Kadri) – 47:07 \| 2–1 \| \| \| K. Bieksa (K. Turris) – 57:56 \| 3–1 \| \| \| J. Ward (A. Burrows, T. Myers) – 58:49 \| 4–1 \| \| |              |                                               |             | Játékvezetők: Mikael Nord Konsztantyin Olenyin Vonalbírók: Masi Puolakka Sakari Suominen |
| 8 perc | Büntetések   | 10 perc                                       |             | Játékvezetők: Mikael Nord Konsztantyin Olenyin Vonalbírók: Masi Puolakka Sakari Suominen |
| 28 | Lövések      | 29                                            |             | Játékvezetők: Mikael Nord Konsztantyin Olenyin Vonalbírók: Masi Puolakka Sakari Suominen |
| | 0–1          | 32:24 – M. Šatan (K. Sloboda, M. Miklík) (PP) |             | Játékvezetők: Mikael Nord Konsztantyin Olenyin Vonalbírók: Masi Puolakka Sakari Suominen |
| J. Ward (J. Garrison) – 37:21 | 1–1          |                                               |             | Játékvezetők: Mikael Nord Konsztantyin Olenyin Vonalbírók: Masi Puolakka Sakari Suominen |
| C. Hodgson (J. Garrison, N. Kadri) – 47:07 | 2–1          |                                               |             | Játékvezetők: Mikael Nord Konsztantyin Olenyin Vonalbírók: Masi Puolakka Sakari Suominen |
| K. Bieksa (K. Turris) – 57:56 | 3–1          |                                               |             |                                                                                          |
| J. Ward (A. Burrows, T. Myers) – 58:49 | 4–1          |                                               |             |                                                                                          |

| 2014. május 11. 12:45 | Franciaország | 1–2 (0–0, 1–1, 0–1) | Olaszország | Chizhovka Arena, Minszk Nézőszám: 4600 |

| Jegyzőkönyv | Jegyzőkönyv    | Jegyzőkönyv                                        | Jegyzőkönyv       | Jegyzőkönyv                                                                                 |
| --- | -------------- | -------------------------------------------------- | ----------------- | ------------------------------------------------------------------------------------------- |
| | Cristobal Huet | Kapusok                                            | Daniel Bellissimo | Játékvezetők: Vyacheslav Bulanov Maxim Sidorenko Vonalbírók: Anton Semjonov Miroslav Valach |
| \| L. Meunier (J. Desrosiers) – 30:57 \| 1–0 \| \| \| \| 1–1 \| 32:53 – G. Scandella (T. Johnson, D. Kostner) (PP) \| \| \| 1–2 \| 59:02 – M. Gander (D. Tudin, T. Larkin) \| |                |                                                    |                   | Játékvezetők: Vyacheslav Bulanov Maxim Sidorenko Vonalbírók: Anton Semjonov Miroslav Valach |
| 8 perc | Büntetések     | 14 perc                                            |                   | Játékvezetők: Vyacheslav Bulanov Maxim Sidorenko Vonalbírók: Anton Semjonov Miroslav Valach |
| 29 | Lövések        | 17                                                 |                   | Játékvezetők: Vyacheslav Bulanov Maxim Sidorenko Vonalbírók: Anton Semjonov Miroslav Valach |
| L. Meunier (J. Desrosiers) – 30:57 | 1–0            |                                                    |                   | Játékvezetők: Vyacheslav Bulanov Maxim Sidorenko Vonalbírók: Anton Semjonov Miroslav Valach |
| | 1–1            | 32:53 – G. Scandella (T. Johnson, D. Kostner) (PP) |                   | Játékvezetők: Vyacheslav Bulanov Maxim Sidorenko Vonalbírók: Anton Semjonov Miroslav Valach |
| | 1–2            | 59:02 – M. Gander (D. Tudin, T. Larkin)            |                   | Játékvezetők: Vyacheslav Bulanov Maxim Sidorenko Vonalbírók: Anton Semjonov Miroslav Valach |

| 2014. május 11. 16:45 | Norvégia | 4–3 (1–2, 2–0, 1–1) | Dánia | Chizhovka Arena, Minszk Nézőszám: 4837 |

| Jegyzőkönyv | Jegyzőkönyv | Jegyzőkönyv                                      | Jegyzőkönyv   | Jegyzőkönyv                                                                        |
| --- | ----------- | ------------------------------------------------ | ------------- | ---------------------------------------------------------------------------------- |
| | Lars Haugen | Kapusok                                          | Simon Nielsen | Játékvezetők: Igor Dremelj Aleksi Rantala Vonalbírók: Paul Carnathan Masi Puolakka |
| \| \| 0–1 \| 02:35 – M. Poulsen (M. Green) (PP) \| \| \| 0–2 \| 02:55 – F. Storm (P. Bjorkstrand, E. Kristensen) \| \| J. Holøs (M. Olimb) – 06:30 \| 1–2 \| \| \| K. Olimb (M. Ask) (PP) – 22:39 \| 2–2 \| \| \| P-Å. Skrøder (PS) – 31:29 \| 3–2 \| \| \| M. Trygg (M. Olimb, J. Holøs) (PP) – 52:15 \| 4–2 \| \| \| \| 4–3 \| 56:27 – J. Hansen (N. Jensen) (PP) \| |             |                                                  |               | Játékvezetők: Igor Dremelj Aleksi Rantala Vonalbírók: Paul Carnathan Masi Puolakka |
| 20 perc | Büntetések  | 14 perc                                          |               | Játékvezetők: Igor Dremelj Aleksi Rantala Vonalbírók: Paul Carnathan Masi Puolakka |
| 27 | Lövések     | 18                                               |               | Játékvezetők: Igor Dremelj Aleksi Rantala Vonalbírók: Paul Carnathan Masi Puolakka |
| | 0–1         | 02:35 – M. Poulsen (M. Green) (PP)               |               | Játékvezetők: Igor Dremelj Aleksi Rantala Vonalbírók: Paul Carnathan Masi Puolakka |
| | 0–2         | 02:55 – F. Storm (P. Bjorkstrand, E. Kristensen) |               | Játékvezetők: Igor Dremelj Aleksi Rantala Vonalbírók: Paul Carnathan Masi Puolakka |
| J. Holøs (M. Olimb) – 06:30 | 1–2         |                                                  |               | Játékvezetők: Igor Dremelj Aleksi Rantala Vonalbírók: Paul Carnathan Masi Puolakka |
| K. Olimb (M. Ask) (PP) – 22:39 | 2–2         |                                                  |               |                                                                                    |
| P-Å. Skrøder (PS) – 31:29 | 3–2         |                                                  |               |                                                                                    |
| M. Trygg (M. Olimb, J. Holøs) (PP) – 52:15 | 4–2         |                                                  |               |                                                                                    |
| | 4–3         | 56:27 – J. Hansen (N. Jensen) (PP)               |               |                                                                                    |

| 2014. május 11. 20:45 | Svédország | 4–3 (sz.) (1–2, 1–1, 1–0) (h.u.: 0–0) (sz.: 1–0) | Csehország | Chizhovka Arena, Minszk Nézőszám: 6018 |

| Jegyzőkönyv | Jegyzőkönyv    | Jegyzőkönyv                                | Jegyzőkönyv     | Jegyzőkönyv                                                                           |
| --- | -------------- | ------------------------------------------ | --------------- | ------------------------------------------------------------------------------------- |
| | Anders Nilsson | Kapusok                                    | Alexander Salák | Játékvezetők: Roman Gofman Konstantin Olenin Vonalbírók: Nicolas Fluri Andre Schrader |
| \| \| 0–1 \| 00:08 – T. Hertl (O. Němec, T. Rolinek) \| \| O. Möller (M. Backlund) – 11:26 \| 1–1 \| \| \| \| 1–2 \| 19:35 – J. Hudler (M. Ševc, J. Kovář) (PP) \| \| \| 1–3 \| 31:53 – M. Zaťovič (T. Hertl, O. Němec) \| \| O. Möller (J. Ericsson, J. Lindström) (PP) – 36:02 \| 2–3 \| \| \| J. Lindström (M. Nygren, O. Möller) (PP) – 48:40 \| 3–3 \| \| |                |                                            |                 | Játékvezetők: Roman Gofman Konstantin Olenin Vonalbírók: Nicolas Fluri Andre Schrader |
| M. Backlund L. Klasen J. Lindström | Szétlövés      | J. Kovář J. Klepiš R. Červenka             |                 | Játékvezetők: Roman Gofman Konstantin Olenin Vonalbírók: Nicolas Fluri Andre Schrader |
| 12 perc | Büntetések     | 10 perc                                    |                 | Játékvezetők: Roman Gofman Konstantin Olenin Vonalbírók: Nicolas Fluri Andre Schrader |
| 25 | Lövések        | 33                                         |                 | Játékvezetők: Roman Gofman Konstantin Olenin Vonalbírók: Nicolas Fluri Andre Schrader |
| | 0–1            | 00:08 – T. Hertl (O. Němec, T. Rolinek)    |                 | Játékvezetők: Roman Gofman Konstantin Olenin Vonalbírók: Nicolas Fluri Andre Schrader |
| O. Möller (M. Backlund) – 11:26 | 1–1            |                                            |                 | Játékvezetők: Roman Gofman Konstantin Olenin Vonalbírók: Nicolas Fluri Andre Schrader |
| | 1–2            | 19:35 – J. Hudler (M. Ševc, J. Kovář) (PP) |                 |                                                                                       |
| | 1–3            | 31:53 – M. Zaťovič (T. Hertl, O. Němec)    |                 |                                                                                       |
| O. Möller (J. Ericsson, J. Lindström) (PP) – 36:02 | 2–3            |                                            |                 |                                                                                       |
| J. Lindström (M. Nygren, O. Möller) (PP) – 48:40 | 3–3            |                                            |                 |                                                                                       |

| 2014. május 12. 16:45 | Szlovákia | 3–5 (1–0, 2–1, 0–4) | Franciaország | Chizhovka Arena, Minszk Nézőszám: 5358 |

| Jegyzőkönyv | Jegyzőkönyv | Jegyzőkönyv                                       | Jegyzőkönyv    | Jegyzőkönyv                                                                     |
| --- | ----------- | ------------------------------------------------- | -------------- | ------------------------------------------------------------------------------- |
| | Ján Laco    | Kapusok                                           | Cristobal Huet | Játékvezetők: Keith Kaval Steve Patafie Vonalbírók: Ivan Dedyulya Nicolas Fluri |
| \| L. Nagy (K. Sloboda) (SH) – 15:36 \| 1–0 \| \| \| L. Nagy (M. Šatan) – 23:31 \| 2–0 \| \| \| \| 2–1 \| 26:23 – B. Amar (J. Desrosiers, T. da Costa) (PP) \| \| M. Šatan (J. Valach, M. Miklík) (PP) – 36:11 \| 3–1 \| \| \| \| 3–2 \| 50:30 – B. Amar (A. Guttig) (PP2) \| \| \| 3–3 \| 50:56 − A. Roussel (N. Besch) (PP) \| \| \| 3–4 \| 56:19 – D. Fleury (T. da Costa, A. Guttig) \| \| \| 3–5 \| 59:32 – A. Roussel (EN) \| |             |                                                   |                | Játékvezetők: Keith Kaval Steve Patafie Vonalbírók: Ivan Dedyulya Nicolas Fluri |
| 14 perc | Büntetések  | 10 perc                                           |                | Játékvezetők: Keith Kaval Steve Patafie Vonalbírók: Ivan Dedyulya Nicolas Fluri |
| 21 | Lövések     | 26                                                |                | Játékvezetők: Keith Kaval Steve Patafie Vonalbírók: Ivan Dedyulya Nicolas Fluri |
| L. Nagy (K. Sloboda) (SH) – 15:36 | 1–0         |                                                   |                | Játékvezetők: Keith Kaval Steve Patafie Vonalbírók: Ivan Dedyulya Nicolas Fluri |
| L. Nagy (M. Šatan) – 23:31 | 2–0         |                                                   |                | Játékvezetők: Keith Kaval Steve Patafie Vonalbírók: Ivan Dedyulya Nicolas Fluri |
| | 2–1         | 26:23 – B. Amar (J. Desrosiers, T. da Costa) (PP) |                | Játékvezetők: Keith Kaval Steve Patafie Vonalbírók: Ivan Dedyulya Nicolas Fluri |
| M. Šatan (J. Valach, M. Miklík) (PP) – 36:11 | 3–1         |                                                   |                |                                                                                 |
| | 3–2         | 50:30 – B. Amar (A. Guttig) (PP2)                 |                |                                                                                 |
| | 3–3         | 50:56 − A. Roussel (N. Besch) (PP)                |                |                                                                                 |
| | 3–4         | 56:19 – D. Fleury (T. da Costa, A. Guttig)        |                |                                                                                 |
| | 3–5         | 59:32 – A. Roussel (EN)                           |                |                                                                                 |

| 2014. május 12. 20:45 | Csehország | 3–4 (1–1, 0–3, 2–0) | Kanada | Chizhovka Arena, Minszk Nézőszám: 6317 |

| Jegyzőkönyv | Jegyzőkönyv                 | Jegyzőkönyv                                   | Jegyzőkönyv  | Jegyzőkönyv                                                                                   |
| --- | --------------------------- | --------------------------------------------- | ------------ | --------------------------------------------------------------------------------------------- |
| | Jakub Kovář Alexander Salák | Kapusok                                       | James Reimer | Játékvezetők: Lars Brüggemann Vyacheslav Bulanov Vonalbírók: Stanislav Raming Sakari Suominen |
| \| R. Červenka (V. Sobotka, J. Klepiš) – 05:55 \| 1–0 \| \| \| \| 1–1 \| 09:56 – J. Ward (S. Monahan, J. Huberdeau) \| \| \| 1–2 \| 23:22 – K. Turris (M. Read, J. Chimera) \| \| \| 1–3 \| 36:07 – N. MacKinnon (J. Ward, R. Ellis) (PP) \| \| \| 1–4 \| 36:24 – M. Rielly (K. Bieksa) (PP) \| \| J. Novotný (J. Hudler) – 52:11 \| 2–4 \| \| \| T. Hertl (J. Jágr) (PP) – 53:00 \| 3–4 \| \| |                             |                                               |              | Játékvezetők: Lars Brüggemann Vyacheslav Bulanov Vonalbírók: Stanislav Raming Sakari Suominen |
| 37 perc | Büntetések                  | 6 perc                                        |              | Játékvezetők: Lars Brüggemann Vyacheslav Bulanov Vonalbírók: Stanislav Raming Sakari Suominen |
| 34 | Lövések                     | 20                                            |              | Játékvezetők: Lars Brüggemann Vyacheslav Bulanov Vonalbírók: Stanislav Raming Sakari Suominen |
| R. Červenka (V. Sobotka, J. Klepiš) – 05:55 | 1–0                         |                                               |              | Játékvezetők: Lars Brüggemann Vyacheslav Bulanov Vonalbírók: Stanislav Raming Sakari Suominen |
| | 1–1                         | 09:56 – J. Ward (S. Monahan, J. Huberdeau)    |              | Játékvezetők: Lars Brüggemann Vyacheslav Bulanov Vonalbírók: Stanislav Raming Sakari Suominen |
| | 1–2                         | 23:22 – K. Turris (M. Read, J. Chimera)       |              | Játékvezetők: Lars Brüggemann Vyacheslav Bulanov Vonalbírók: Stanislav Raming Sakari Suominen |
| | 1–3                         | 36:07 – N. MacKinnon (J. Ward, R. Ellis) (PP) |              |                                                                                               |
| | 1–4                         | 36:24 – M. Rielly (K. Bieksa) (PP)            |              |                                                                                               |
| J. Novotný (J. Hudler) – 52:11 | 2–4                         |                                               |              |                                                                                               |
| T. Hertl (J. Jágr) (PP) – 53:00 | 3–4                         |                                               |              |                                                                                               |

| 2014. május 13. 16:45 | Olaszország | 1–4 (1–1, 0–2, 0–1) | Dánia | Chizhovka Arena, Minszk Nézőszám: 5092 |

| Jegyzőkönyv | Jegyzőkönyv       | Jegyzőkönyv                                    | Jegyzőkönyv   | Jegyzőkönyv                                                                       |
| --- | ----------------- | ---------------------------------------------- | ------------- | --------------------------------------------------------------------------------- |
| | Daniel Bellissimo | Kapusok                                        | Simon Nielsen | Játékvezetők: Antonín Jeřábek Mikael Nord Vonalbírók: Paul Carnathan Jimmy Dahmen |
| \| \| 0–1 \| 02:51 – J. Jensen (P. Bjorkstrand, F. Storm) \| \| D. Kostner (G. Scandella) – 12:15 \| 1–1 \| \| \| \| 1–2 \| 35:50 – J. Hansen (SH) \| \| \| 1–3 \| 36:19 – E. Kristensen (J. Jakobsen, M. Bødker) \| \| \| 1–4 \| 57:34 – K. Staal (M. Bødker, P. Larsen) \| |                   |                                                |               | Játékvezetők: Antonín Jeřábek Mikael Nord Vonalbírók: Paul Carnathan Jimmy Dahmen |
| 8 perc | Büntetések        | 8 perc                                         |               | Játékvezetők: Antonín Jeřábek Mikael Nord Vonalbírók: Paul Carnathan Jimmy Dahmen |
| 13 | Lövések           | 31                                             |               | Játékvezetők: Antonín Jeřábek Mikael Nord Vonalbírók: Paul Carnathan Jimmy Dahmen |
| | 0–1               | 02:51 – J. Jensen (P. Bjorkstrand, F. Storm)   |               | Játékvezetők: Antonín Jeřábek Mikael Nord Vonalbírók: Paul Carnathan Jimmy Dahmen |
| D. Kostner (G. Scandella) – 12:15 | 1–1               |                                                |               | Játékvezetők: Antonín Jeřábek Mikael Nord Vonalbírók: Paul Carnathan Jimmy Dahmen |
| | 1–2               | 35:50 – J. Hansen (SH)                         |               | Játékvezetők: Antonín Jeřábek Mikael Nord Vonalbírók: Paul Carnathan Jimmy Dahmen |
| | 1–3               | 36:19 – E. Kristensen (J. Jakobsen, M. Bødker) |               |                                                                                   |
| | 1–4               | 57:34 – K. Staal (M. Bødker, P. Larsen)        |               |                                                                                   |

| 2014. május 13. 20:45 | Norvégia | 1–2 (0–0, 1–1, 0–1) | Svédország | Chizhovka Arena, Minszk Nézőszám: 6389 |

| Jegyzőkönyv | Jegyzőkönyv    | Jegyzőkönyv                                      | Jegyzőkönyv    | Jegyzőkönyv                                                                    |
| --- | -------------- | ------------------------------------------------ | -------------- | ------------------------------------------------------------------------------ |
| | Steffen Søberg | Kapusok                                          | Anders Nilsson | Játékvezetők: Jyri Rönn Maxim Sidorenko Vonalbírók: Vit Lederer Anton Semjonov |
| \| S. Olden (P-Å. Skrøder) – 22:47 \| 1–0 \| \| \| \| 1–1 \| 36:33 – J. Lindström (M. Nygren, O. Möller) (PP) \| \| \| 1–2 \| 47:18 – L. Klasen (G. Nyquist, T. Erixon) \| |                |                                                  |                | Játékvezetők: Jyri Rönn Maxim Sidorenko Vonalbírók: Vit Lederer Anton Semjonov |
| 14 perc | Büntetések     | 12 perc                                          |                | Játékvezetők: Jyri Rönn Maxim Sidorenko Vonalbírók: Vit Lederer Anton Semjonov |
| 14 | Lövések        | 35                                               |                | Játékvezetők: Jyri Rönn Maxim Sidorenko Vonalbírók: Vit Lederer Anton Semjonov |
| S. Olden (P-Å. Skrøder) – 22:47 | 1–0            |                                                  |                | Játékvezetők: Jyri Rönn Maxim Sidorenko Vonalbírók: Vit Lederer Anton Semjonov |
| | 1–1            | 36:33 – J. Lindström (M. Nygren, O. Möller) (PP) |                | Játékvezetők: Jyri Rönn Maxim Sidorenko Vonalbírók: Vit Lederer Anton Semjonov |
| | 1–2            | 47:18 – L. Klasen (G. Nyquist, T. Erixon)        |                | Játékvezetők: Jyri Rönn Maxim Sidorenko Vonalbírók: Vit Lederer Anton Semjonov |

| 2014. május 14. 16:45 | Csehország | 2–0 (0–0, 1–0, 1–0) | Olaszország | Chizhovka Arena, Minszk Nézőszám: 4160 |

| Jegyzőkönyv                                                                                          | Jegyzőkönyv     | Jegyzőkönyv | Jegyzőkönyv       | Jegyzőkönyv                                                                             |
| --- | --------------- | ----------- | ----------------- | --------------------------------------------------------------------------------------- |
| | Alexander Salák | Kapusok     | Daniel Bellissimo | Játékvezetők: Maxim Sidorenko Marcus Vinnerborg Vonalbírók: Ivan Dedyulya Pierre Dehaen |
| \| J. Sekáč (J. Hudler, O. Němec) – 22:53 \| 1–0 \| \| \| J. Jágr (R. Červenka) – 55:34 \| 2–0 \| \| |                 |             |                   | Játékvezetők: Maxim Sidorenko Marcus Vinnerborg Vonalbírók: Ivan Dedyulya Pierre Dehaen |
| 4 perc                                                                                               | Büntetések      | 10 perc     |                   | Játékvezetők: Maxim Sidorenko Marcus Vinnerborg Vonalbírók: Ivan Dedyulya Pierre Dehaen |
| 37                                                                                                   | Lövések         | 11          |                   | Játékvezetők: Maxim Sidorenko Marcus Vinnerborg Vonalbírók: Ivan Dedyulya Pierre Dehaen |
| J. Sekáč (J. Hudler, O. Němec) – 22:53                                                               | 1–0             |             |                   | Játékvezetők: Maxim Sidorenko Marcus Vinnerborg Vonalbírók: Ivan Dedyulya Pierre Dehaen |
| J. Jágr (R. Červenka) – 55:34                                                                        | 2–0             |             |                   | Játékvezetők: Maxim Sidorenko Marcus Vinnerborg Vonalbírók: Ivan Dedyulya Pierre Dehaen |

| 2014. május 14. 20:45 | Szlovákia | 5–2 (2–2, 1–0, 2–0) | Norvégia | Chizhovka Arena, Minszk Nézőszám: 5881 |

| Jegyzőkönyv | Jegyzőkönyv | Jegyzőkönyv                         | Jegyzőkönyv | Jegyzőkönyv                                                                        |
| --- | ----------- | ----------------------------------- | ----------- | ---------------------------------------------------------------------------------- |
| | Ján Laco    | Kapusok                             | Lars Haugen | Játékvezetők: Lars Brüggemann Roman Gofman Vonalbírók: Chris Carlson Nicolas Fluri |
| \| T. Tatar (I. Švarný, J. Mikúš) – 01:06 \| 1–0 \| \| \| \| 1–1 \| 05:39 – A. Bonsaksen (A. Stene) \| \| J. Mikúš (M. Miklík, M. Ďaloga) – 09:17 \| 2–1 \| \| \| \| 2–2 \| 11:07 – M. Ask (K. Olimb, M. Olimb) \| \| L. Nagy (M. Marinčin) – 39:42 \| 3–2 \| \| \| L. Nagy (M. Ďaloga, J. Laco) – 47:47 \| 4–2 \| \| \| M. Miklík (T. Tatar) – 48:33 \| 5–2 \| \| |             |                                     |             | Játékvezetők: Lars Brüggemann Roman Gofman Vonalbírók: Chris Carlson Nicolas Fluri |
| 8 perc | Büntetések  | 8 perc                              |             | Játékvezetők: Lars Brüggemann Roman Gofman Vonalbírók: Chris Carlson Nicolas Fluri |
| 33 | Lövések     | 20                                  |             | Játékvezetők: Lars Brüggemann Roman Gofman Vonalbírók: Chris Carlson Nicolas Fluri |
| T. Tatar (I. Švarný, J. Mikúš) – 01:06 | 1–0         |                                     |             | Játékvezetők: Lars Brüggemann Roman Gofman Vonalbírók: Chris Carlson Nicolas Fluri |
| | 1–1         | 05:39 – A. Bonsaksen (A. Stene)     |             | Játékvezetők: Lars Brüggemann Roman Gofman Vonalbírók: Chris Carlson Nicolas Fluri |
| J. Mikúš (M. Miklík, M. Ďaloga) – 09:17 | 2–1         |                                     |             | Játékvezetők: Lars Brüggemann Roman Gofman Vonalbírók: Chris Carlson Nicolas Fluri |
| | 2–2         | 11:07 – M. Ask (K. Olimb, M. Olimb) |             |                                                                                    |
| L. Nagy (M. Marinčin) – 39:42 | 3–2         |                                     |             |                                                                                    |
| L. Nagy (M. Ďaloga, J. Laco) – 47:47 | 4–2         |                                     |             |                                                                                    |
| M. Miklík (T. Tatar) – 48:33 | 5–2         |                                     |             |                                                                                    |

| 2014. május 15. 16:45 | Kanada | 6–1 (1–1, 1–0, 4–0) | Dánia | Chizhovka Arena, Minszk Nézőszám: 7085 |

| Jegyzőkönyv | Jegyzőkönyv  | Jegyzőkönyv                             | Jegyzőkönyv       | Jegyzőkönyv                                                                            |
| --- | ------------ | --------------------------------------- | ----------------- | -------------------------------------------------------------------------------------- |
| | Ben Scrivens | Kapusok                                 | Patrick Galbraith | Játékvezetők: Igor Dremelj Vladimír Šindler Vonalbírók: Masi Puolakka Stanislav Raming |
| \| C. Hodgson (N. Kadri, R. Ellis) – 05:24 \| 1–0 \| \| \| \| 1–1 \| 09:06 – N. Jensen (M. Madsen, K. Staal) \| \| C. Hodgson – 25:03 \| 2–1 \| \| \| M. Read (K. Turris, J. Chimera) – 41:15 \| 3–1 \| \| \| M. Read (K. Turris, T. Myers) (SH) – 43:08 \| 4–1 \| \| \| J. Huberdeau (M. Rielly, R. Ellis) (EA) – 48:35 \| 5–1 \| \| \| C. Hodgson (J. Garrison, N. Kadri) (PP) – 50:24 \| 6–1 \| \| |              |                                         |                   | Játékvezetők: Igor Dremelj Vladimír Šindler Vonalbírók: Masi Puolakka Stanislav Raming |
| 8 perc | Büntetések   | 8 perc                                  |                   | Játékvezetők: Igor Dremelj Vladimír Šindler Vonalbírók: Masi Puolakka Stanislav Raming |
| 46 | Lövések      | 30                                      |                   | Játékvezetők: Igor Dremelj Vladimír Šindler Vonalbírók: Masi Puolakka Stanislav Raming |
| C. Hodgson (N. Kadri, R. Ellis) – 05:24 | 1–0          |                                         |                   | Játékvezetők: Igor Dremelj Vladimír Šindler Vonalbírók: Masi Puolakka Stanislav Raming |
| | 1–1          | 09:06 – N. Jensen (M. Madsen, K. Staal) |                   | Játékvezetők: Igor Dremelj Vladimír Šindler Vonalbírók: Masi Puolakka Stanislav Raming |
| C. Hodgson – 25:03 | 2–1          |                                         |                   | Játékvezetők: Igor Dremelj Vladimír Šindler Vonalbírók: Masi Puolakka Stanislav Raming |
| M. Read (K. Turris, J. Chimera) – 41:15 | 3–1          |                                         |                   |                                                                                        |
| M. Read (K. Turris, T. Myers) (SH) – 43:08 | 4–1          |                                         |                   |                                                                                        |
| J. Huberdeau (M. Rielly, R. Ellis) (EA) – 48:35 | 5–1          |                                         |                   |                                                                                        |
| C. Hodgson (J. Garrison, N. Kadri) (PP) – 50:24 | 6–1          |                                         |                   |                                                                                        |

| 2014. május 15. 20:45 | Svédország | 2–1 (0–0, 2–0, 0–1) | Franciaország | Chizhovka Arena, Minszk Nézőszám: 7045 |

| Jegyzőkönyv | Jegyzőkönyv    | Jegyzőkönyv         | Jegyzőkönyv   | Jegyzőkönyv                                                                         |
| --- | -------------- | ------------------- | ------------- | ----------------------------------------------------------------------------------- |
| | Anders Nilsson | Kapusok             | Florian Hardy | Játékvezetők: Antonín Jeřábek Aleksi Rantala Vonalbírók: Paul Carnathan Justin Hull |
| \| J. Lundqvist (D. Rasmussen, L. Klasen) – 35:32 \| 1–0 \| \| \| O. Möller (N. Andersén, J. Lindström) – 35:49 \| 2–0 \| \| \| \| 2–1 \| 44:52 – S. Da Costa \| |                |                     |               | Játékvezetők: Antonín Jeřábek Aleksi Rantala Vonalbírók: Paul Carnathan Justin Hull |
| 8 perc | Büntetések     | 20 perc             |               | Játékvezetők: Antonín Jeřábek Aleksi Rantala Vonalbírók: Paul Carnathan Justin Hull |
| 34 | Lövések        | 18                  |               | Játékvezetők: Antonín Jeřábek Aleksi Rantala Vonalbírók: Paul Carnathan Justin Hull |
| J. Lundqvist (D. Rasmussen, L. Klasen) – 35:32 | 1–0            |                     |               | Játékvezetők: Antonín Jeřábek Aleksi Rantala Vonalbírók: Paul Carnathan Justin Hull |
| O. Möller (N. Andersén, J. Lindström) – 35:49 | 2–0            |                     |               | Játékvezetők: Antonín Jeřábek Aleksi Rantala Vonalbírók: Paul Carnathan Justin Hull |
| | 2–1            | 44:52 – S. Da Costa |               | Játékvezetők: Antonín Jeřábek Aleksi Rantala Vonalbírók: Paul Carnathan Justin Hull |

| 2014. május 16. 16:45 | Kanada | 6–1 (1–0, 4–0, 1–1) | Olaszország | Chizhovka Arena, Minszk Nézőszám: 5772 |

| Jegyzőkönyv | Jegyzőkönyv  | Jegyzőkönyv                                   | Jegyzőkönyv                       | Jegyzőkönyv                                                                             |
| --- | ------------ | --------------------------------------------- | --------------------------------- | --------------------------------------------------------------------------------------- |
| | James Reimer | Kapusok                                       | Daniel Bellissimo Andreas Bernard | Játékvezetők: Roman Gofman Daniel Piechaczek Vonalbírók: Pierre Dehaen Stanislav Raming |
| \| J. Ward – 13:07 \| 1–0 \| \| \| C. Hodgson (PP) – 21:39 \| 2–0 \| \| \| J. Chimera (J. Ward, M. Scheifele) – 26:02 \| 3–0 \| \| \| K. Turris (M. Read) (SH) – 29:19 \| 4–0 \| \| \| C. Hodgson (B. Schenn, N. MacKinnon) – 36:15 \| 5–0 \| \| \| \| 5–1 \| 41:12 – D. Borrelli (G. Scandella, T. Johnson \| \| B. Schenn (J. Huberdeau, N. MacKinnon) – 56:30 \| 6–1 \| \| |              |                                               |                                   | Játékvezetők: Roman Gofman Daniel Piechaczek Vonalbírók: Pierre Dehaen Stanislav Raming |
| 14 perc | Büntetések   | 33 perc                                       |                                   | Játékvezetők: Roman Gofman Daniel Piechaczek Vonalbírók: Pierre Dehaen Stanislav Raming |
| 34 | Lövések      | 22                                            |                                   | Játékvezetők: Roman Gofman Daniel Piechaczek Vonalbírók: Pierre Dehaen Stanislav Raming |
| J. Ward – 13:07 | 1–0          |                                               |                                   | Játékvezetők: Roman Gofman Daniel Piechaczek Vonalbírók: Pierre Dehaen Stanislav Raming |
| C. Hodgson (PP) – 21:39 | 2–0          |                                               |                                   | Játékvezetők: Roman Gofman Daniel Piechaczek Vonalbírók: Pierre Dehaen Stanislav Raming |
| J. Chimera (J. Ward, M. Scheifele) – 26:02 | 3–0          |                                               |                                   | Játékvezetők: Roman Gofman Daniel Piechaczek Vonalbírók: Pierre Dehaen Stanislav Raming |
| K. Turris (M. Read) (SH) – 29:19 | 4–0          |                                               |                                   |                                                                                         |
| C. Hodgson (B. Schenn, N. MacKinnon) – 36:15 | 5–0          |                                               |                                   |                                                                                         |
| | 5–1          | 41:12 – D. Borrelli (G. Scandella, T. Johnson |                                   |                                                                                         |
| B. Schenn (J. Huberdeau, N. MacKinnon) – 56:30 | 6–1          |                                               |                                   |                                                                                         |

| 2014. május 16. 20:45 | Svédország | 3–1 (2–0, 0–1, 1–0) | Szlovákia | Chizhovka Arena, Minszk Nézőszám: 7563 |

| Jegyzőkönyv | Jegyzőkönyv    | Jegyzőkönyv                              | Jegyzőkönyv             | Jegyzőkönyv                                                                        |
| --- | -------------- | ---------------------------------------- | ----------------------- | ---------------------------------------------------------------------------------- |
| | Anders Nilsson | Kapusok                                  | Ján Laco Jaroslav Janus | Játékvezetők: Jyri Rönn Vladimír Šindler Vonalbírók: Chris Carlson Joep Leermakers |
| \| G. Nyquist (D. Axelsson) (PP) – 10:05 \| 1–0 \| \| \| M. Backlund (J. Lindstrom) (PP) – 19:49 \| 2–0 \| \| \| \| 2–1 \| 29:12 – M. Marinčin (T. Tatar, M. Réway) \| \| M. Nygren (L. Klasen) – 41:58 \| 3–1 \| \| |                |                                          |                         | Játékvezetők: Jyri Rönn Vladimír Šindler Vonalbírók: Chris Carlson Joep Leermakers |
| 8 perc | Büntetések     | 8 perc                                   |                         | Játékvezetők: Jyri Rönn Vladimír Šindler Vonalbírók: Chris Carlson Joep Leermakers |
| 40 | Lövések        | 21                                       |                         | Játékvezetők: Jyri Rönn Vladimír Šindler Vonalbírók: Chris Carlson Joep Leermakers |
| G. Nyquist (D. Axelsson) (PP) – 10:05 | 1–0            |                                          |                         | Játékvezetők: Jyri Rönn Vladimír Šindler Vonalbírók: Chris Carlson Joep Leermakers |
| M. Backlund (J. Lindstrom) (PP) – 19:49 | 2–0            |                                          |                         | Játékvezetők: Jyri Rönn Vladimír Šindler Vonalbírók: Chris Carlson Joep Leermakers |
| | 2–1            | 29:12 – M. Marinčin (T. Tatar, M. Réway) |                         | Játékvezetők: Jyri Rönn Vladimír Šindler Vonalbírók: Chris Carlson Joep Leermakers |
| M. Nygren (L. Klasen) – 41:58 | 3–1            |                                          |                         |                                                                                    |

| 2014. május 17. 12:45 | Franciaország | 5–4 (sz.) (0–1, 3–1, 1–2) (h.u.: 0–0) (sz.: 1–0) | Norvégia | Chizhovka Arena, Minszk Nézőszám: 6103 |

| Jegyzőkönyv | Jegyzőkönyv    | Jegyzőkönyv                           | Jegyzőkönyv | Jegyzőkönyv                                                                                  |
| --- | -------------- | ------------------------------------- | ----------- | -------------------------------------------------------------------------------------------- |
| | Cristobal Huet | Kapusok                               | Lars Haugen | Játékvezetők: Konstantin Olenin Daniel Piechaczek Vonalbírók: Andre Schrader Miroslav Valach |
| \| \| 0–1 \| 11:28 – M. Trygg (K. Olimb, M. Olimb) \| \| \| 0–2 \| 21:47 – M. Ask (M. Olimb, K. Olimb) \| \| A. Roussel (A. Manavian, P-É. Bellemare) – 37:25 \| 1–2 \| \| \| Y. Treille (Y. Auvitu, J. Desrosiers) – 37:51 \| 2–2 \| \| \| A. Roussel (S. Da Costa, P-É. Bellemare) – 38:16 \| 3–2 \| \| \| \| 3–3 \| 41:30 – D. Sørvik (M. Ask) \| \| P-É. Bellemare (A. Roussel) – 42:37 \| 4–3 \| \| \| \| 4–4 \| 45:48 – M. Olimb (K. Olimb) \| |                |                                       |             | Játékvezetők: Konstantin Olenin Daniel Piechaczek Vonalbírók: Andre Schrader Miroslav Valach |
| D. Fleury P-É. Bellemare S. Da Costa | Szétlövés      | K. Olimb P-Å. Skrøder A. Bastiansen   |             | Játékvezetők: Konstantin Olenin Daniel Piechaczek Vonalbírók: Andre Schrader Miroslav Valach |
| 18 perc | Büntetések     | 4 perc                                |             | Játékvezetők: Konstantin Olenin Daniel Piechaczek Vonalbírók: Andre Schrader Miroslav Valach |
| 36 | Lövések        | 28                                    |             | Játékvezetők: Konstantin Olenin Daniel Piechaczek Vonalbírók: Andre Schrader Miroslav Valach |
| | 0–1            | 11:28 – M. Trygg (K. Olimb, M. Olimb) |             | Játékvezetők: Konstantin Olenin Daniel Piechaczek Vonalbírók: Andre Schrader Miroslav Valach |
| | 0–2            | 21:47 – M. Ask (M. Olimb, K. Olimb)   |             | Játékvezetők: Konstantin Olenin Daniel Piechaczek Vonalbírók: Andre Schrader Miroslav Valach |
| A. Roussel (A. Manavian, P-É. Bellemare) – 37:25 | 1–2            |                                       |             |                                                                                              |
| Y. Treille (Y. Auvitu, J. Desrosiers) – 37:51 | 2–2            |                                       |             |                                                                                              |
| A. Roussel (S. Da Costa, P-É. Bellemare) – 38:16 | 3–2            |                                       |             |                                                                                              |
| | 3–3            | 41:30 – D. Sørvik (M. Ask)            |             |                                                                                              |
| P-É. Bellemare (A. Roussel) – 42:37 | 4–3            |                                       |             |                                                                                              |
| | 4–4            | 45:48 – M. Olimb (K. Olimb)           |             |                                                                                              |

| 2014. május 17. 16:45 | Dánia | 4–3 (sz.) (1–2, 0–0, 2–1) (h.u.: 0–0) (sz.: 1–0) | Csehország | Chizhovka Arena, Minszk Nézőszám: 6892 |

| Jegyzőkönyv | Jegyzőkönyv   | Jegyzőkönyv                                | Jegyzőkönyv     | Jegyzőkönyv                                                                      |
| --- | ------------- | ------------------------------------------ | --------------- | -------------------------------------------------------------------------------- |
| | Simon Nielsen | Kapusok                                    | Alexander Salák | Játékvezetők: Keith Kaval Steve Patafie Vonalbírók: Chris Carlson Anton Semjonov |
| \| \| 0–1 \| 04:26 – J. Klepiš (J. Jágr, O. Němec) (PP) \| \| \| 0–2 \| 06:55 – J. Jágr (V. Sobotka) (PP) \| \| S. Lassen (M. Christensen) – 09:56 \| 1–2 \| \| \| \| 1–3 \| 45:04 – J. Kindl (J. Klepiš, R. Červenka) \| \| J. Jensen (K. Staal, J. Hansen) (PP) – 55:31 \| 2–3 \| \| \| P. Bjorkstrand (J. Hansen, M. Madsen) (EA) – 59:07 \| 3–3 \| \| |               |                                            |                 | Játékvezetők: Keith Kaval Steve Patafie Vonalbírók: Chris Carlson Anton Semjonov |
| M. Bødker N. Jensen | Szétlövés     | J. Klepiš J. Hudler J. Jágr                |                 | Játékvezetők: Keith Kaval Steve Patafie Vonalbírók: Chris Carlson Anton Semjonov |
| 10 perc | Büntetések    | 10 perc                                    |                 | Játékvezetők: Keith Kaval Steve Patafie Vonalbírók: Chris Carlson Anton Semjonov |
| 27 | Lövések       | 32                                         |                 | Játékvezetők: Keith Kaval Steve Patafie Vonalbírók: Chris Carlson Anton Semjonov |
| | 0–1           | 04:26 – J. Klepiš (J. Jágr, O. Němec) (PP) |                 | Játékvezetők: Keith Kaval Steve Patafie Vonalbírók: Chris Carlson Anton Semjonov |
| | 0–2           | 06:55 – J. Jágr (V. Sobotka) (PP)          |                 | Játékvezetők: Keith Kaval Steve Patafie Vonalbírók: Chris Carlson Anton Semjonov |
| S. Lassen (M. Christensen) – 09:56 | 1–2           |                                            |                 |                                                                                  |
| | 1–3           | 45:04 – J. Kindl (J. Klepiš, R. Červenka)  |                 |                                                                                  |
| J. Jensen (K. Staal, J. Hansen) (PP) – 55:31 | 2–3           |                                            |                 |                                                                                  |
| P. Bjorkstrand (J. Hansen, M. Madsen) (EA) – 59:07 | 3–3           |                                            |                 |                                                                                  |

| 2014. május 17. 20:45 | Szlovákia | 4–1 (1–0, 2–1, 1–0) | Olaszország | Chizhovka Arena, Minszk Nézőszám: 5929 |

| Jegyzőkönyv | Jegyzőkönyv | Jegyzőkönyv                 | Jegyzőkönyv       | Jegyzőkönyv                                                                        |
| --- | ----------- | --------------------------- | ----------------- | ---------------------------------------------------------------------------------- |
| | Ján Laco    | Kapusok                     | Daniel Bellissimo | Játékvezetők: Vyacheslav Bulanov Mikael Nord Vonalbírók: Justin Hull Masi Puolakka |
| \| M. Ďaloga (K. Sloboda) – 10:08 \| 1–0 \| \| \| M. Viedensky (M. Ďaloga, K. Sloboda) – 23:05 \| 2–0 \| \| \| T. Tatar (M. Miklík) – 34:13 \| 3–0 \| \| \| \| 3–1 \| 38:26 – A. Egger (V. Rocco) \| \| M. Miklík (T. Tatar, M. Šatan) (PP2) – 48:07 \| 4–1 \| \| |             |                             |                   | Játékvezetők: Vyacheslav Bulanov Mikael Nord Vonalbírók: Justin Hull Masi Puolakka |
| 14 perc | Büntetések  | 10 perc                     |                   | Játékvezetők: Vyacheslav Bulanov Mikael Nord Vonalbírók: Justin Hull Masi Puolakka |
| 53 | Lövések     | 20                          |                   | Játékvezetők: Vyacheslav Bulanov Mikael Nord Vonalbírók: Justin Hull Masi Puolakka |
| M. Ďaloga (K. Sloboda) – 10:08 | 1–0         |                             |                   | Játékvezetők: Vyacheslav Bulanov Mikael Nord Vonalbírók: Justin Hull Masi Puolakka |
| M. Viedensky (M. Ďaloga, K. Sloboda) – 23:05 | 2–0         |                             |                   | Játékvezetők: Vyacheslav Bulanov Mikael Nord Vonalbírók: Justin Hull Masi Puolakka |
| T. Tatar (M. Miklík) – 34:13 | 3–0         |                             |                   | Játékvezetők: Vyacheslav Bulanov Mikael Nord Vonalbírók: Justin Hull Masi Puolakka |
| | 3–1         | 38:26 – A. Egger (V. Rocco) |                   |                                                                                    |
| M. Miklík (T. Tatar, M. Šatan) (PP2) – 48:07 | 4–1         |                             |                   |                                                                                    |

| 2014. május 18. 16:45 | Kanada | 3–2 (h.u.) (0–1, 2–1, 0–0) (h.u.: 1–0) | Svédország | Chizhovka Arena, Minszk Nézőszám: 8453 |

| Jegyzőkönyv | Jegyzőkönyv  | Jegyzőkönyv                               | Jegyzőkönyv    | Jegyzőkönyv                                                                                 |
| --- | ------------ | ----------------------------------------- | -------------- | ------------------------------------------------------------------------------------------- |
| | Ben Scrivens | Kapusok                                   | Anders Nilsson | Játékvezetők: Konstantin Olenin Aleksi Rantala Vonalbírók: Stanislav Raming Sakari Suominen |
| \| \| 0–1 \| 13:49 – J. Lindström (O. Möller) \| \| \| 0–2 \| 21:06 – L. Klasen (M. Ekholm, G. Nyquist) \| \| B. Schenn (J. Huberdeau) – 23:52 \| 1–2 \| \| \| K. Bieksa (C. Hodgson, M. Rielly) (PP) – 27:46 \| 2–2 \| \| \| R. Ellis (T. Brouwer, M. Scheifele) – 62:38 \| 3–2 \| \| |              |                                           |                | Játékvezetők: Konstantin Olenin Aleksi Rantala Vonalbírók: Stanislav Raming Sakari Suominen |
| 10 perc | Büntetések   | 12 perc                                   |                | Játékvezetők: Konstantin Olenin Aleksi Rantala Vonalbírók: Stanislav Raming Sakari Suominen |
| 31 | Lövések      | 32                                        |                | Játékvezetők: Konstantin Olenin Aleksi Rantala Vonalbírók: Stanislav Raming Sakari Suominen |
| | 0–1          | 13:49 – J. Lindström (O. Möller)          |                | Játékvezetők: Konstantin Olenin Aleksi Rantala Vonalbírók: Stanislav Raming Sakari Suominen |
| | 0–2          | 21:06 – L. Klasen (M. Ekholm, G. Nyquist) |                | Játékvezetők: Konstantin Olenin Aleksi Rantala Vonalbírók: Stanislav Raming Sakari Suominen |
| B. Schenn (J. Huberdeau) – 23:52 | 1–2          |                                           |                | Játékvezetők: Konstantin Olenin Aleksi Rantala Vonalbírók: Stanislav Raming Sakari Suominen |
| K. Bieksa (C. Hodgson, M. Rielly) (PP) – 27:46 | 2–2          |                                           |                |                                                                                             |
| R. Ellis (T. Brouwer, M. Scheifele) – 62:38 | 3–2          |                                           |                |                                                                                             |

| 2014. május 18. 20:45 | Csehország | 1–0 (1–0, 0–0, 0–0) | Norvégia | Chizhovka Arena, Minszk Nézőszám: 7902 |

| Jegyzőkönyv                                            | Jegyzőkönyv     | Jegyzőkönyv | Jegyzőkönyv    | Jegyzőkönyv                                                                       |
| ------------------------------------------------------ | --------------- | ----------- | -------------- | --------------------------------------------------------------------------------- |
|                                                        | Alexander Salák | Kapusok     | Steffen Søberg | Játékvezetők: Jyri Rönn Marcus Vinnerborg Vonalbírók: Jimmy Dahmen Anton Semjonov |
| \| V. Sobotka (T. Hertl, J. Jágr) – 00:39 \| 1–0 \| \| |                 |             |                | Játékvezetők: Jyri Rönn Marcus Vinnerborg Vonalbírók: Jimmy Dahmen Anton Semjonov |
| 8 perc                                                 | Büntetések      | 8 perc      |                | Játékvezetők: Jyri Rönn Marcus Vinnerborg Vonalbírók: Jimmy Dahmen Anton Semjonov |
| 39                                                     | Lövések         | 21          |                | Játékvezetők: Jyri Rönn Marcus Vinnerborg Vonalbírók: Jimmy Dahmen Anton Semjonov |
| V. Sobotka (T. Hertl, J. Jágr) – 00:39                 | 1–0             |             |                | Játékvezetők: Jyri Rönn Marcus Vinnerborg Vonalbírók: Jimmy Dahmen Anton Semjonov |

| 2014. május 19. 16:45 | Dánia | 2–6 (1–2, 1–0, 0–4) | Franciaország | Chizhovka Arena, Minszk Nézőszám: 7450 |

| Jegyzőkönyv | Jegyzőkönyv   | Jegyzőkönyv                                      | Jegyzőkönyv    | Jegyzőkönyv                                                                            |
| --- | ------------- | ------------------------------------------------ | -------------- | -------------------------------------------------------------------------------------- |
| | Simon Nielsen | Kapusok                                          | Cristobal Huet | Játékvezetők: Aleksi Rantala Maxim Sidorenko Vonalbírók: Nicolas Fluri Joep Leermakers |
| \| \| 0–1 \| 01:08 – J. Desrosiers (L. Meunier, Y. Treille) \| \| J. B. Jensen (K. Staal, J. Jakobsen) – 15:09 \| 1–1 \| \| \| \| 1–2 \| 19:23 – A. Roussel (B. Amar, P-É. Bellemare) \| \| K. Staal (J. Jensen, P. Bjorkstrand) – 34:41 \| 2–2 \| \| \| \| 2–3 \| 49:10 – P-É. Bellemare (A. Roussel, S. Da Costa) \| \| \| 2–4 \| 50:36 – S. Da Costa (A. Roussel, P-É. Bellemare) \| \| \| 2–5 \| 52:52 – A. Manavian (A. Roussel, S. Da Costa) \| \| \| 2–6 \| 55:09 – S. Da Costa \| |               |                                                  |                | Játékvezetők: Aleksi Rantala Maxim Sidorenko Vonalbírók: Nicolas Fluri Joep Leermakers |
| 8 perc | Büntetések    | 4 perc                                           |                | Játékvezetők: Aleksi Rantala Maxim Sidorenko Vonalbírók: Nicolas Fluri Joep Leermakers |
| 33 | Lövések       | 29                                               |                | Játékvezetők: Aleksi Rantala Maxim Sidorenko Vonalbírók: Nicolas Fluri Joep Leermakers |
| | 0–1           | 01:08 – J. Desrosiers (L. Meunier, Y. Treille)   |                | Játékvezetők: Aleksi Rantala Maxim Sidorenko Vonalbírók: Nicolas Fluri Joep Leermakers |
| J. B. Jensen (K. Staal, J. Jakobsen) – 15:09 | 1–1           |                                                  |                | Játékvezetők: Aleksi Rantala Maxim Sidorenko Vonalbírók: Nicolas Fluri Joep Leermakers |
| | 1–2           | 19:23 – A. Roussel (B. Amar, P-É. Bellemare)     |                | Játékvezetők: Aleksi Rantala Maxim Sidorenko Vonalbírók: Nicolas Fluri Joep Leermakers |
| K. Staal (J. Jensen, P. Bjorkstrand) – 34:41 | 2–2           |                                                  |                |                                                                                        |
| | 2–3           | 49:10 – P-É. Bellemare (A. Roussel, S. Da Costa) |                |                                                                                        |
| | 2–4           | 50:36 – S. Da Costa (A. Roussel, P-É. Bellemare) |                |                                                                                        |
| | 2–5           | 52:52 – A. Manavian (A. Roussel, S. Da Costa)    |                |                                                                                        |
| | 2–6           | 55:09 – S. Da Costa                              |                |                                                                                        |

| 2014. május 19. 20:45 | Olaszország | 1–5 (1–2, 0–2, 0–1) | Svédország | Chizhovka Arena, Minszk Nézőszám: 7878 |

| Jegyzőkönyv | Jegyzőkönyv       | Jegyzőkönyv                                       | Jegyzőkönyv     | Jegyzőkönyv                                                                             |
| --- | ----------------- | ------------------------------------------------- | --------------- | --------------------------------------------------------------------------------------- |
| | Daniel Bellissimo | Kapusok                                           | Joacim Eriksson | Játékvezetők: Roman Gofman Vladimír Šindler Vonalbírók: Paul Carnathan Stanislav Raming |
| \| \| 0–1 \| 00:48 – G. Nyquist (L. Klasen) \| \| M. Gander (L. Felicetti, D. Tudin) – 10:07 \| 1–1 \| \| \| \| 1–2 \| 16:32 – M. Ekholm (L. Klasen) (PP) \| \| \| 1–3 \| 34:24 – G. Nyquist (N. Danielsson, L. Klasen) \| \| \| 1–4 \| 37:53 – N. Danielsson (M. Ekholm, L. Klasen) (PP) \| \| \| 1–5 \| 55:55 – J. Ericsson (M. Nygren, O. Möller) (PP) \| |                   |                                                   |                 | Játékvezetők: Roman Gofman Vladimír Šindler Vonalbírók: Paul Carnathan Stanislav Raming |
| 12 perc | Büntetések        | 6 perc                                            |                 | Játékvezetők: Roman Gofman Vladimír Šindler Vonalbírók: Paul Carnathan Stanislav Raming |
| 11 | Lövések           | 40                                                |                 | Játékvezetők: Roman Gofman Vladimír Šindler Vonalbírók: Paul Carnathan Stanislav Raming |
| | 0–1               | 00:48 – G. Nyquist (L. Klasen)                    |                 | Játékvezetők: Roman Gofman Vladimír Šindler Vonalbírók: Paul Carnathan Stanislav Raming |
| M. Gander (L. Felicetti, D. Tudin) – 10:07 | 1–1               |                                                   |                 | Játékvezetők: Roman Gofman Vladimír Šindler Vonalbírók: Paul Carnathan Stanislav Raming |
| | 1–2               | 16:32 – M. Ekholm (L. Klasen) (PP)                |                 | Játékvezetők: Roman Gofman Vladimír Šindler Vonalbírók: Paul Carnathan Stanislav Raming |
| | 1–3               | 34:24 – G. Nyquist (N. Danielsson, L. Klasen)     |                 |                                                                                         |
| | 1–4               | 37:53 – N. Danielsson (M. Ekholm, L. Klasen) (PP) |                 |                                                                                         |
| | 1–5               | 55:55 – J. Ericsson (M. Nygren, O. Möller) (PP)   |                 |                                                                                         |

| 2014. május 20. 12:45 | Norvégia | 2–3 (1–0, 1–2, 0–1) | Kanada | Chizhovka Arena, Minszk Nézőszám: 7487 |

| Jegyzőkönyv | Jegyzőkönyv    | Jegyzőkönyv                                 | Jegyzőkönyv  | Jegyzőkönyv                                                                                 |
| --- | -------------- | ------------------------------------------- | ------------ | ------------------------------------------------------------------------------------------- |
| | Steffen Søberg | Kapusok                                     | James Reimer | Játékvezetők: Daniel Piechaczek Maxim Sidorenko Vonalbírók: Stanislav Raming Andre Schrader |
| \| A. Bastiansen (PP) – 13:05 \| 1–0 \| \| \| \| 1–1 \| 23:36 – J. Ward (S. Monahan, R. Ellis) (PP) \| \| M. Hansen (M. Olimb, N. Bryhnisveen) – 32:16 \| 2–1 \| \| \| \| 2–2 \| 36:25 – M. Scheifele (K. Bieksa, J. Ward) \| \| \| 2–3 \| 50:43 – J. Ward (J. Huberdeau) (PP) \| |                |                                             |              | Játékvezetők: Daniel Piechaczek Maxim Sidorenko Vonalbírók: Stanislav Raming Andre Schrader |
| 14 perc | Büntetések     | 4 perc                                      |              | Játékvezetők: Daniel Piechaczek Maxim Sidorenko Vonalbírók: Stanislav Raming Andre Schrader |
| 16 | Lövések        | 42                                          |              | Játékvezetők: Daniel Piechaczek Maxim Sidorenko Vonalbírók: Stanislav Raming Andre Schrader |
| A. Bastiansen (PP) – 13:05 | 1–0            |                                             |              | Játékvezetők: Daniel Piechaczek Maxim Sidorenko Vonalbírók: Stanislav Raming Andre Schrader |
| | 1–1            | 23:36 – J. Ward (S. Monahan, R. Ellis) (PP) |              | Játékvezetők: Daniel Piechaczek Maxim Sidorenko Vonalbírók: Stanislav Raming Andre Schrader |
| M. Hansen (M. Olimb, N. Bryhnisveen) – 32:16 | 2–1            |                                             |              | Játékvezetők: Daniel Piechaczek Maxim Sidorenko Vonalbírók: Stanislav Raming Andre Schrader |
| | 2–2            | 36:25 – M. Scheifele (K. Bieksa, J. Ward)   |              |                                                                                             |
| | 2–3            | 50:43 – J. Ward (J. Huberdeau) (PP)         |              |                                                                                             |

| 2014. május 20. 16:45 | Dánia | 3–4 (0–1, 1–0, 2–3) | Szlovákia | Chizhovka Arena, Minszk Nézőszám: 7251 |

| Jegyzőkönyv | Jegyzőkönyv   | Jegyzőkönyv                                      | Jegyzőkönyv | Jegyzőkönyv                                                                        |
| --- | ------------- | ------------------------------------------------ | ----------- | ---------------------------------------------------------------------------------- |
| | Simon Nielsen | Kapusok                                          | Ján Laco    | Játékvezetők: Keith Kaval Konstantin Olenin Vonalbírók: Vit Lederer Anton Semjonov |
| \| \| 0–1 \| 14:41 – T. Tatar (J. Valach) \| \| M. Bødker (M. Green, M. Christensen) (PP) – 21:11 \| 1–1 \| \| \| \| 1–2 \| 41:31 – M. Miklík (M. Viedensky) (PP2) \| \| M. Green (M. Christensen, S. Lassen) (PP) – 52:53 \| 2–2 \| \| \| \| 2–3 \| 53:53 – M. Viedensky (M. Miklík, J. Valach) (PP) \| \| \| 2–4 \| 54:17 – T. Tatar (J. Mikúš) \| \| J. Jensen (J. B. Jensen) – 54:25 \| 3–4 \| \| |               |                                                  |             | Játékvezetők: Keith Kaval Konstantin Olenin Vonalbírók: Vit Lederer Anton Semjonov |
| 20 perc | Büntetések    | 20 perc                                          |             | Játékvezetők: Keith Kaval Konstantin Olenin Vonalbírók: Vit Lederer Anton Semjonov |
| 30 | Lövések       | 24                                               |             | Játékvezetők: Keith Kaval Konstantin Olenin Vonalbírók: Vit Lederer Anton Semjonov |
| | 0–1           | 14:41 – T. Tatar (J. Valach)                     |             | Játékvezetők: Keith Kaval Konstantin Olenin Vonalbírók: Vit Lederer Anton Semjonov |
| M. Bødker (M. Green, M. Christensen) (PP) – 21:11 | 1–1           |                                                  |             | Játékvezetők: Keith Kaval Konstantin Olenin Vonalbírók: Vit Lederer Anton Semjonov |
| | 1–2           | 41:31 – M. Miklík (M. Viedensky) (PP2)           |             | Játékvezetők: Keith Kaval Konstantin Olenin Vonalbírók: Vit Lederer Anton Semjonov |
| M. Green (M. Christensen, S. Lassen) (PP) – 52:53 | 2–2           |                                                  |             |                                                                                    |
| | 2–3           | 53:53 – M. Viedensky (M. Miklík, J. Valach) (PP) |             |                                                                                    |
| | 2–4           | 54:17 – T. Tatar (J. Mikúš)                      |             |                                                                                    |
| J. Jensen (J. B. Jensen) – 54:25 | 3–4           |                                                  |             |                                                                                    |

| 2014. május 20. 20:45 | Csehország | 5–4 (h.u.) (1–3, 3–0, 0–1) (h.u.: 1–0) | Franciaország | Chizhovka Arena, Minszk Nézőszám: 8214 |

| Jegyzőkönyv | Jegyzőkönyv     | Jegyzőkönyv                                    | Jegyzőkönyv   | Jegyzőkönyv                                                                   |
| --- | --------------- | ---------------------------------------------- | ------------- | ----------------------------------------------------------------------------- |
| | Alexander Salák | Kapusok                                        | Florian Hardy | Játékvezetők: Igor Dremelj Roman Gofman Vonalbírók: Justin Hull Masi Puolakka |
| \| \| 0–1 \| 06:48 – J. Desrosiers (L. Meunier, Y. Treille) \| \| \| 0–2 \| 17:48 – J. Desrosiers (T. Da Costa) (PP) \| \| \| 0–3 \| 18:22 – L. Meunier (D. Raux) \| \| V. Sobotka – 19:18 \| 1–3 \| \| \| J. Sekáč (P. Zámorský, J. Kolář) – 24:30 \| 2–3 \| \| \| J. Jágr (M. Jordán, V. Sobotka) – 31:29 \| 3–3 \| \| \| M. Zaťovič (J. Kindl, T. Rolinek) – 32:42 \| 4–3 \| \| \| \| 4–4 \| 42:36 – A. Roussel (D. Fleury) (PP) \| \| J. Kolář (P. Zámorský, V. Sobotka) – 62:19 \| 5–4 \| \| |                 |                                                |               | Játékvezetők: Igor Dremelj Roman Gofman Vonalbírók: Justin Hull Masi Puolakka |
| 14 perc | Büntetések      | 10 perc                                        |               | Játékvezetők: Igor Dremelj Roman Gofman Vonalbírók: Justin Hull Masi Puolakka |
| 39 | Lövések         | 24                                             |               | Játékvezetők: Igor Dremelj Roman Gofman Vonalbírók: Justin Hull Masi Puolakka |
| | 0–1             | 06:48 – J. Desrosiers (L. Meunier, Y. Treille) |               | Játékvezetők: Igor Dremelj Roman Gofman Vonalbírók: Justin Hull Masi Puolakka |
| | 0–2             | 17:48 – J. Desrosiers (T. Da Costa) (PP)       |               | Játékvezetők: Igor Dremelj Roman Gofman Vonalbírók: Justin Hull Masi Puolakka |
| | 0–3             | 18:22 – L. Meunier (D. Raux)                   |               | Játékvezetők: Igor Dremelj Roman Gofman Vonalbírók: Justin Hull Masi Puolakka |
| V. Sobotka – 19:18 | 1–3             |                                                |               |                                                                               |
| J. Sekáč (P. Zámorský, J. Kolář) – 24:30 | 2–3             |                                                |               |                                                                               |
| J. Jágr (M. Jordán, V. Sobotka) – 31:29 | 3–3             |                                                |               |                                                                               |
| M. Zaťovič (J. Kindl, T. Rolinek) – 32:42 | 4–3             |                                                |               |                                                                               |
| | 4–4             | 42:36 – A. Roussel (D. Fleury) (PP)            |               |                                                                               |
| J. Kolář (P. Zámorský, V. Sobotka) – 62:19 | 5–4             |                                                |               |                                                                               |

### B csoport
| Nemzet           | M | Gy | HGy | HV | V | G+ | G- | Gk  | P  |
| ---------------- | - | -- | --- | -- | - | -- | -- | --- | -- |
| Oroszország      | 7 | 7  | 0   | 0  | 0 | 31 | 7  | +24 | 21 |
| Egyesült Államok | 7 | 4  | 1   | 0  | 2 | 27 | 23 | +4  | 14 |
| Fehéroroszország | 7 | 4  | 0   | 0  | 3 | 18 | 17 | +1  | 12 |
| Finnország       | 7 | 3  | 1   | 0  | 3 | 18 | 15 | +3  | 11 |
| Svájc            | 7 | 3  | 0   | 1  | 3 | 19 | 21 | −2  | 10 |
| Lettország       | 7 | 3  | 0   | 0  | 4 | 20 | 24 | −4  | 9  |
| Németország      | 7 | 1  | 1   | 0  | 5 | 13 | 23 | −10 | 5  |
| Kazahsztán       | 7 | 0  | 0   | 2  | 5 | 16 | 32 | −16 | 2  |

| 2014. május 9. 16:45 | Svájc | 0–5 (0–3, 0–1, 0–1) | Oroszország | Minsk Arena, Minszk Nézőszám: 13 300 |

| Jegyzőkönyv | Jegyzőkönyv     | Jegyzőkönyv                                          | Jegyzőkönyv         | Jegyzőkönyv                                                                           |
| --- | --------------- | ---------------------------------------------------- | ------------------- | ------------------------------------------------------------------------------------- |
| | Leonardo Genoni | Kapusok                                              | Szergej Bobrovszkij | Játékvezetők: Lars Brüggemann Antonín Jeřábek Vonalbírók: Chris Carlson Pierre Dehaen |
| \| \| 0–1 \| 00:13 – Sz. Plotnyikov (Gy. Gyenyiszov, V. Sipacsov) \| \| \| 0–2 \| 06:34 – A. Ovecskin (A. Belov, D. Zaripov) (PP1) \| \| \| 0–3 \| 17:15 – J. Kuznyecov (M. Csugyinov, V. Sipacsov) \| \| \| 0–4 \| 29:06 – A. Belov (Ny. Kuljomin, Sz. Sirokov) \| \| \| 0–5 \| 58:25 – D. Zaripov (A. Ovecskin) \| |                 |                                                      |                     | Játékvezetők: Lars Brüggemann Antonín Jeřábek Vonalbírók: Chris Carlson Pierre Dehaen |
| 10 perc | Büntetések      | 8 perc                                               |                     | Játékvezetők: Lars Brüggemann Antonín Jeřábek Vonalbírók: Chris Carlson Pierre Dehaen |
| 27 | Lövések         | 31                                                   |                     | Játékvezetők: Lars Brüggemann Antonín Jeřábek Vonalbírók: Chris Carlson Pierre Dehaen |
| | 0–1             | 00:13 – Sz. Plotnyikov (Gy. Gyenyiszov, V. Sipacsov) |                     | Játékvezetők: Lars Brüggemann Antonín Jeřábek Vonalbírók: Chris Carlson Pierre Dehaen |
| | 0–2             | 06:34 – A. Ovecskin (A. Belov, D. Zaripov) (PP1)     |                     | Játékvezetők: Lars Brüggemann Antonín Jeřábek Vonalbírók: Chris Carlson Pierre Dehaen |
| | 0–3             | 17:15 – J. Kuznyecov (M. Csugyinov, V. Sipacsov)     |                     | Játékvezetők: Lars Brüggemann Antonín Jeřábek Vonalbírók: Chris Carlson Pierre Dehaen |
| | 0–4             | 29:06 – A. Belov (Ny. Kuljomin, Sz. Sirokov)         |                     |                                                                                       |
| | 0–5             | 58:25 – D. Zaripov (A. Ovecskin)                     |                     |                                                                                       |

| 2014. május 9. 20:45 | Fehéroroszország | 1–6 (0–1, 1–3, 0–2) | Egyesült Államok | Minsk Arena, Minszk Nézőszám: 13 600 |

| Jegyzőkönyv | Jegyzőkönyv  | Jegyzőkönyv                                       | Jegyzőkönyv | Jegyzőkönyv                                                                         |
| --- | ------------ | ------------------------------------------------- | ----------- | ----------------------------------------------------------------------------------- |
| | Andrej Mezin | Kapusok                                           | Tim Thomas  | Játékvezetők: Martin Fraňo Vladimír Šindler Vonalbírók: Jon Killian Sakari Suominen |
| \| \| 0–1 \| 12:22 – B. Nelson (C. Smith, T. Johnson) (PP1) \| \| \| 0–2 \| 34:59 – J. Trouba (D. DeKeyser) \| \| \| 0–3 \| 35:55 – J. Gaudreau (J. Petry) \| \| \| 0–4 \| 37:42 – C. McDonald (J. Hayes) \| \| A. Sztyepanov (M. Grabovszki, A. Kaljuzsnyij) (PP1) – 39:56 \| 1–4 \| \| \| \| 1–5 \| 54:58 – J. Trouba (J. Gaudreau, T. Johnson) (PP1) \| \| \| 1–6 \| 56:57 – J. Gardiner (J. Gaudreau, K. Hayes) (PP1) \| |              |                                                   |             | Játékvezetők: Martin Fraňo Vladimír Šindler Vonalbírók: Jon Killian Sakari Suominen |
| 14 perc | Büntetések   | 6 perc                                            |             | Játékvezetők: Martin Fraňo Vladimír Šindler Vonalbírók: Jon Killian Sakari Suominen |
| 21 | Lövések      | 25                                                |             | Játékvezetők: Martin Fraňo Vladimír Šindler Vonalbírók: Jon Killian Sakari Suominen |
| | 0–1          | 12:22 – B. Nelson (C. Smith, T. Johnson) (PP1)    |             | Játékvezetők: Martin Fraňo Vladimír Šindler Vonalbírók: Jon Killian Sakari Suominen |
| | 0–2          | 34:59 – J. Trouba (D. DeKeyser)                   |             | Játékvezetők: Martin Fraňo Vladimír Šindler Vonalbírók: Jon Killian Sakari Suominen |
| | 0–3          | 35:55 – J. Gaudreau (J. Petry)                    |             | Játékvezetők: Martin Fraňo Vladimír Šindler Vonalbírók: Jon Killian Sakari Suominen |
| | 0–4          | 37:42 – C. McDonald (J. Hayes)                    |             |                                                                                     |
| A. Sztyepanov (M. Grabovszki, A. Kaljuzsnyij) (PP1) – 39:56 | 1–4          |                                                   |             |                                                                                     |
| | 1–5          | 54:58 – J. Trouba (J. Gaudreau, T. Johnson) (PP1) |             |                                                                                     |
| | 1–6          | 56:57 – J. Gardiner (J. Gaudreau, K. Hayes) (PP1) |             |                                                                                     |

| 2014. május 10. 12:45 | Kazahsztán | 1–2 (sz.) (1–1, 0–0, 0–0) (h.u.: 0–0) (sz.: 0–1) | Németország | Minsk Arena, Minszk Nézőszám: 12 880 |

| Jegyzőkönyv | Jegyzőkönyv       | Jegyzőkönyv                                  | Jegyzőkönyv | Jegyzőkönyv                                                                            |
| --- | ----------------- | -------------------------------------------- | ----------- | -------------------------------------------------------------------------------------- |
| | Vitalij Jeremejev | Kapusok                                      | Rob Zepp    | Játékvezetők: Aleksi Rantala Vladimír Šindler Vonalbírók: Jimmy Dahmen Miroslav Valach |
| \| A. Gavrilin (F. Poliscsuk, K. Dallman) – 10:08 \| 1–0 \| \| \| \| 1–1 \| 18:49 – M. Plachta (T. Ankert, L. Draisaitl) \| |                   |                                              |             | Játékvezetők: Aleksi Rantala Vladimír Šindler Vonalbírók: Jimmy Dahmen Miroslav Valach |
| R. Sztarcsenko N. Antropov D. Upper                                                                                         | Szétlövés         | A. Barta T. Rieder T. Oppenheimer            |             | Játékvezetők: Aleksi Rantala Vladimír Šindler Vonalbírók: Jimmy Dahmen Miroslav Valach |
| 20 perc | Büntetések        | 4 perc                                       |             | Játékvezetők: Aleksi Rantala Vladimír Šindler Vonalbírók: Jimmy Dahmen Miroslav Valach |
| 20 | Lövések           | 47                                           |             | Játékvezetők: Aleksi Rantala Vladimír Šindler Vonalbírók: Jimmy Dahmen Miroslav Valach |
| A. Gavrilin (F. Poliscsuk, K. Dallman) – 10:08                                                                              | 1–0               |                                              |             | Játékvezetők: Aleksi Rantala Vladimír Šindler Vonalbírók: Jimmy Dahmen Miroslav Valach |
| | 1–1               | 18:49 – M. Plachta (T. Ankert, L. Draisaitl) |             | Játékvezetők: Aleksi Rantala Vladimír Šindler Vonalbírók: Jimmy Dahmen Miroslav Valach |

| 2014. május 10. 16:45 | Finnország | 2–3 (1–1, 1–0, 0–2) | Lettország | Minsk Arena, Minszk Nézőszám: 11 700 |

| Jegyzőkönyv | Jegyzőkönyv | Jegyzőkönyv                                        | Jegyzőkönyv      | Jegyzőkönyv                                                                          |
| --- | ----------- | -------------------------------------------------- | ---------------- | ------------------------------------------------------------------------------------ |
| | Pekka Rinne | Kapusok                                            | Edgars Masaļskis | Játékvezetők: Igor Dremelj Antonín Jeřábek Vonalbírók: Ivan Gyedovla Joep Leermakers |
| \| M. Salomäki – 04:30 \| 1–0 \| \| \| \| 1–1 \| 06:18 – K. Daugaviņš (M. Rēdlihs) \| \| P. Kontiola (J. Hietanen) (PP1) – 31:42 \| 2–1 \| \| \| \| 2–2 \| 47:48 – K. Sotnieks (G. Pujacs, M. Indrašis) (PP1) \| \| \| 2–3 \| 52:22 – A. Kulda (PP1) \| |             |                                                    |                  | Játékvezetők: Igor Dremelj Antonín Jeřábek Vonalbírók: Ivan Gyedovla Joep Leermakers |
| 18 perc | Büntetések  | 12 perc                                            |                  | Játékvezetők: Igor Dremelj Antonín Jeřábek Vonalbírók: Ivan Gyedovla Joep Leermakers |
| 24 | Lövések     | 26                                                 |                  | Játékvezetők: Igor Dremelj Antonín Jeřábek Vonalbírók: Ivan Gyedovla Joep Leermakers |
| M. Salomäki – 04:30 | 1–0         |                                                    |                  | Játékvezetők: Igor Dremelj Antonín Jeřábek Vonalbírók: Ivan Gyedovla Joep Leermakers |
| | 1–1         | 06:18 – K. Daugaviņš (M. Rēdlihs)                  |                  | Játékvezetők: Igor Dremelj Antonín Jeřábek Vonalbírók: Ivan Gyedovla Joep Leermakers |
| P. Kontiola (J. Hietanen) (PP1) – 31:42 | 2–1         |                                                    |                  | Játékvezetők: Igor Dremelj Antonín Jeřábek Vonalbírók: Ivan Gyedovla Joep Leermakers |
| | 2–2         | 47:48 – K. Sotnieks (G. Pujacs, M. Indrašis) (PP1) |                  |                                                                                      |
| | 2–3         | 52:22 – A. Kulda (PP1)                             |                  |                                                                                      |

| 2014. május 10. 20:45 | Egyesült Államok | 3–2 (0–0, 1–2, 2–0) | Svájc | Minsk Arena, Minszk Nézőszám: 11 000 |

| Jegyzőkönyv | Jegyzőkönyv | Jegyzőkönyv                       | Jegyzőkönyv | Jegyzőkönyv                                                                        |
| --- | ----------- | --------------------------------- | ----------- | ---------------------------------------------------------------------------------- |
| | Tim Thomas  | Kapusok                           | Reto Berra  | Játékvezetők: Roman Gofman Jyri Rönn Vonalbírók: Chris Carlson Sztanyiszlav Raming |
| \| \| 0–1 \| 21:28 – D. Hollenstein (K. Fiala) \| \| P. Mueller (T. Stapleton, J. Petry) – 26:15 \| 1–1 \| \| \| \| 1–2 \| 29:39 – D. Brunner (K. Romy) \| \| C. Smith (B. Nelson, T. Johnson) (PP1) – 41:28 \| 2–2 \| \| \| T. Johnson (S. Jones) – 53:15 \| 3–2 \| \| |             |                                   |             | Játékvezetők: Roman Gofman Jyri Rönn Vonalbírók: Chris Carlson Sztanyiszlav Raming |
| 14 perc | Büntetések  | 12 perc                           |             | Játékvezetők: Roman Gofman Jyri Rönn Vonalbírók: Chris Carlson Sztanyiszlav Raming |
| 38 | Lövések     | 29                                |             | Játékvezetők: Roman Gofman Jyri Rönn Vonalbírók: Chris Carlson Sztanyiszlav Raming |
| | 0–1         | 21:28 – D. Hollenstein (K. Fiala) |             | Játékvezetők: Roman Gofman Jyri Rönn Vonalbírók: Chris Carlson Sztanyiszlav Raming |
| P. Mueller (T. Stapleton, J. Petry) – 26:15 | 1–1         |                                   |             | Játékvezetők: Roman Gofman Jyri Rönn Vonalbírók: Chris Carlson Sztanyiszlav Raming |
| | 1–2         | 29:39 – D. Brunner (K. Romy)      |             | Játékvezetők: Roman Gofman Jyri Rönn Vonalbírók: Chris Carlson Sztanyiszlav Raming |
| C. Smith (B. Nelson, T. Johnson) (PP1) – 41:28 | 2–2         |                                   |             |                                                                                    |
| T. Johnson (S. Jones) – 53:15 | 3–2         |                                   |             |                                                                                    |

| 2014. május 11. 13:45 | Németország | 3–2 (1–1, 1–1, 1–0) | Lettország | Minsk Arena, Minszk Nézőszám: 11 200 |

| Jegyzőkönyv | Jegyzőkönyv      | Jegyzőkönyv                                    | Jegyzőkönyv         | Jegyzőkönyv                                                                 |
| --- | ---------------- | ---------------------------------------------- | ------------------- | --------------------------------------------------------------------------- |
| | Philipp Grubauer | Kapusok                                        | Kristers Gudļevskis | Játékvezetők: Steve Patafie Jyri Rönn Vonalbírók: Pierre Dehaen Jon Killian |
| \| M. Noebels (T. Oppenheimer, F. Hördler) – 12:15 \| 1–0 \| \| \| \| 1–1 \| 18:35 – G. Pujacs (M. Rēdlihs, R. Ķēniņš) (PP) \| \| F. Mauer (PP) – 20:30 \| 2–1 \| \| \| \| 2–2 \| 27:15 – M. Rēdlihs (R. Ķēniņš) \| \| T. Oppenheimer (PS) – 55:26 \| 3–2 \| \| |                  |                                                |                     | Játékvezetők: Steve Patafie Jyri Rönn Vonalbírók: Pierre Dehaen Jon Killian |
| 4 perc | Büntetések       | 6 perc                                         |                     | Játékvezetők: Steve Patafie Jyri Rönn Vonalbírók: Pierre Dehaen Jon Killian |
| 33 | Lövések          | 21                                             |                     | Játékvezetők: Steve Patafie Jyri Rönn Vonalbírók: Pierre Dehaen Jon Killian |
| M. Noebels (T. Oppenheimer, F. Hördler) – 12:15 | 1–0              |                                                |                     | Játékvezetők: Steve Patafie Jyri Rönn Vonalbírók: Pierre Dehaen Jon Killian |
| | 1–1              | 18:35 – G. Pujacs (M. Rēdlihs, R. Ķēniņš) (PP) |                     | Játékvezetők: Steve Patafie Jyri Rönn Vonalbírók: Pierre Dehaen Jon Killian |
| F. Mauer (PP) – 20:30 | 2–1              |                                                |                     | Játékvezetők: Steve Patafie Jyri Rönn Vonalbírók: Pierre Dehaen Jon Killian |
| | 2–2              | 27:15 – M. Rēdlihs (R. Ķēniņš)                 |                     |                                                                             |
| T. Oppenheimer (PS) – 55:26 | 3–2              |                                                |                     |                                                                             |

| 2014. május 11. 17:30 | Fehéroroszország | 4–1 (0–1, 2–0, 2–0) | Kazahsztán | Minsk Arena, Minszk Nézőszám: 13 734 |

| Jegyzőkönyv | Jegyzőkönyv | Jegyzőkönyv                          | Jegyzőkönyv      | Jegyzőkönyv                                                                        |
| --- | ----------- | ------------------------------------ | ---------------- | ---------------------------------------------------------------------------------- |
| | Vital Koval | Kapusok                              | Vitali Yeremeyev | Játékvezetők: Lars Brüggemann Keith Kaval Vonalbírók: Jimmy Dahmen Joep Leermakers |
| \| \| 0–1 \| 04:12 – A. Gavrilin (A. Vasilchenko) \| \| A. Stepanov (M. Grabovski) (PP) – 22:46 \| 1–1 \| \| \| N. Stasenko (A. Stepanov, R. Graborenko) – 30:08 \| 2–1 \| \| \| S. Kostitsyn (A. Yefimenko, O. Yevenko) (SH) – 41:25 \| 3–1 \| \| \| A. Kalyuzhny (U. Dzjanyiszav, S. Kostitsyn) (ENG) – 59:56 \| 4–1 \| \| |             |                                      |                  | Játékvezetők: Lars Brüggemann Keith Kaval Vonalbírók: Jimmy Dahmen Joep Leermakers |
| 12 perc | Büntetések  | 12 perc                              |                  | Játékvezetők: Lars Brüggemann Keith Kaval Vonalbírók: Jimmy Dahmen Joep Leermakers |
| 29 | Lövések     | 20                                   |                  | Játékvezetők: Lars Brüggemann Keith Kaval Vonalbírók: Jimmy Dahmen Joep Leermakers |
| | 0–1         | 04:12 – A. Gavrilin (A. Vasilchenko) |                  | Játékvezetők: Lars Brüggemann Keith Kaval Vonalbírók: Jimmy Dahmen Joep Leermakers |
| A. Stepanov (M. Grabovski) (PP) – 22:46 | 1–1         |                                      |                  | Játékvezetők: Lars Brüggemann Keith Kaval Vonalbírók: Jimmy Dahmen Joep Leermakers |
| N. Stasenko (A. Stepanov, R. Graborenko) – 30:08 | 2–1         |                                      |                  | Játékvezetők: Lars Brüggemann Keith Kaval Vonalbírók: Jimmy Dahmen Joep Leermakers |
| S. Kostitsyn (A. Yefimenko, O. Yevenko) (SH) – 41:25 | 3–1         |                                      |                  |                                                                                    |
| A. Kalyuzhny (U. Dzjanyiszav, S. Kostitsyn) (ENG) – 59:56 | 4–1         |                                      |                  |                                                                                    |

| 2014. május 11. 21:00 | Finnország | 2–4 (1–2, 1–2, 0–0) | Oroszország | Minsk Arena, Minszk Nézőszám: 13 934 |

| Jegyzőkönyv | Jegyzőkönyv    | Jegyzőkönyv                                      | Jegyzőkönyv         | Jegyzőkönyv                                                                     |
| --- | -------------- | ------------------------------------------------ | ------------------- | ------------------------------------------------------------------------------- |
| | Mikko Koskinen | Kapusok                                          | Szergej Bobrovszkij | Játékvezetők: Mikael Nord Marcus Vinnerborg Vonalbírók: Justin Hull Vit Lederer |
| \| \| 0–1 \| 01:39 – V. Tyihonov (A. Belov, Sz. Kalinyin) \| \| \| 0–2 \| 04:38 – A. Ovecskin (D. Zaripov, D. Orlov) (PP2) \| \| J. Hietanen (P. Kontiola, J. Lehterä) (PP) – 09:13 \| 1–2 \| \| \| \| 1–3 \| 22:42 – Ny. Kuljomin (SH) \| \| \| 1–4 \| 34:40 – Sz. Kalinyin (D. Zaripov, V. Tyihonov) \| \| J. Karalahti (O. Jokinen, V. Lajunen) (PP) – 39:08 \| 2–4 \| \| |                |                                                  |                     | Játékvezetők: Mikael Nord Marcus Vinnerborg Vonalbírók: Justin Hull Vit Lederer |
| 22 perc | Büntetések     | 14 perc                                          |                     | Játékvezetők: Mikael Nord Marcus Vinnerborg Vonalbírók: Justin Hull Vit Lederer |
| 36 | Lövések        | 26                                               |                     | Játékvezetők: Mikael Nord Marcus Vinnerborg Vonalbírók: Justin Hull Vit Lederer |
| | 0–1            | 01:39 – V. Tyihonov (A. Belov, Sz. Kalinyin)     |                     | Játékvezetők: Mikael Nord Marcus Vinnerborg Vonalbírók: Justin Hull Vit Lederer |
| | 0–2            | 04:38 – A. Ovecskin (D. Zaripov, D. Orlov) (PP2) |                     | Játékvezetők: Mikael Nord Marcus Vinnerborg Vonalbírók: Justin Hull Vit Lederer |
| J. Hietanen (P. Kontiola, J. Lehterä) (PP) – 09:13 | 1–2            |                                                  |                     | Játékvezetők: Mikael Nord Marcus Vinnerborg Vonalbírók: Justin Hull Vit Lederer |
| | 1–3            | 22:42 – Ny. Kuljomin (SH)                        |                     |                                                                                 |
| | 1–4            | 34:40 – Sz. Kalinyin (D. Zaripov, V. Tyihonov)   |                     |                                                                                 |
| J. Karalahti (O. Jokinen, V. Lajunen) (PP) – 39:08 | 2–4            |                                                  |                     |                                                                                 |

| 2014. május 12. 16:45 | Svájc | 3–4 (2–1, 0–1, 1–2) | Fehéroroszország | Minsk Arena, Minszk Nézőszám: 13 207 |

| Jegyzőkönyv | Jegyzőkönyv | Jegyzőkönyv                                       | Jegyzőkönyv  | Jegyzőkönyv                                                                         |
| --- | ----------- | ------------------------------------------------- | ------------ | ----------------------------------------------------------------------------------- |
| | Reto Berra  | Kapusok                                           | Vitali Koval | Játékvezetők: Martin Fraňo Daniel Piechaczek Vonalbírók: Jon Killian Andre Schrader |
| \| \| 0–1 \| 05:32 – S. Kostitsyn (SH) \| \| Y. Weber (D. Brunner, R. Josi) (PP) – 06:13 \| 1–1 \| \| \| R. Schäppi (SH) – 17:41 \| 2–1 \| \| \| \| 2–2 \| 23:06 – A. Stas (D. Korobov, G. Platt) \| \| E. Froidevaux (M. Seger) – 43:59 \| 3–2 \| \| \| \| 3–3 \| 49:49 – S. Kostitsyn (A. Kalyuzhny, M. Grabovski) \| \| \| 3–4 \| 57:54 – M. Grabovski \| |             |                                                   |              | Játékvezetők: Martin Fraňo Daniel Piechaczek Vonalbírók: Jon Killian Andre Schrader |
| 10 perc | Büntetések  | 8 perc                                            |              | Játékvezetők: Martin Fraňo Daniel Piechaczek Vonalbírók: Jon Killian Andre Schrader |
| 31 | Lövések     | 23                                                |              | Játékvezetők: Martin Fraňo Daniel Piechaczek Vonalbírók: Jon Killian Andre Schrader |
| | 0–1         | 05:32 – S. Kostitsyn (SH)                         |              | Játékvezetők: Martin Fraňo Daniel Piechaczek Vonalbírók: Jon Killian Andre Schrader |
| Y. Weber (D. Brunner, R. Josi) (PP) – 06:13 | 1–1         |                                                   |              | Játékvezetők: Martin Fraňo Daniel Piechaczek Vonalbírók: Jon Killian Andre Schrader |
| R. Schäppi (SH) – 17:41 | 2–1         |                                                   |              | Játékvezetők: Martin Fraňo Daniel Piechaczek Vonalbírók: Jon Killian Andre Schrader |
| | 2–2         | 23:06 – A. Stas (D. Korobov, G. Platt)            |              |                                                                                     |
| E. Froidevaux (M. Seger) – 43:59 | 3–2         |                                                   |              |                                                                                     |
| | 3–3         | 49:49 – S. Kostitsyn (A. Kalyuzhny, M. Grabovski) |              |                                                                                     |
| | 3–4         | 57:54 – M. Grabovski                              |              |                                                                                     |

| 2014. május 12. 20:45 | Oroszország | 6−1 (2−0, 4−1, 0−0) | Egyesült Államok | Minsk Arena, Minszk Nézőszám: 14 124 |

| Jegyzőkönyv | Jegyzőkönyv          | Jegyzőkönyv                      | Jegyzőkönyv             | Jegyzőkönyv                                                                            |
| --- | -------------------- | -------------------------------- | ----------------------- | -------------------------------------------------------------------------------------- |
| | Andrej Vaszilevszkij | Kapusok                          | Tim Thomas David Leggio | Játékvezetők: Antonín Jeřábek Vladimír Šindler Vonalbírók: Chris Carlson Pierre Dehaen |
| \| Ny. Kuljomin (J. Medvegyev, A. Anyiszimov)− 06:06 \| 1−0 \| \| \| A. Ovecskin (PS) − 18:47 \| 2−0 \| \| \| V. Tyihonov (A. Ovecskin, Sz. Plotnyikov) − 20:20 \| 3−0 \| \| \| \| 3−1 \| 20:57 − J. Abdelkader (J. Petry) \| \| J. Kuznyecov (J. Dadonov) − 29:07 \| 4−1 \| \| \| Sz. Plotnyikov (V. Tyihonov) − 31:07 \| 5−1 \| \| \| V. Tyihonov (A. Ovecskin) − 39:14 \| 6−1 \| \| |                      |                                  |                         | Játékvezetők: Antonín Jeřábek Vladimír Šindler Vonalbírók: Chris Carlson Pierre Dehaen |
| 16 perc | Büntetések           | 12 perc                          |                         | Játékvezetők: Antonín Jeřábek Vladimír Šindler Vonalbírók: Chris Carlson Pierre Dehaen |
| 23 | Lövések              | 40                               |                         | Játékvezetők: Antonín Jeřábek Vladimír Šindler Vonalbírók: Chris Carlson Pierre Dehaen |
| Ny. Kuljomin (J. Medvegyev, A. Anyiszimov)− 06:06 | 1−0                  |                                  |                         | Játékvezetők: Antonín Jeřábek Vladimír Šindler Vonalbírók: Chris Carlson Pierre Dehaen |
| A. Ovecskin (PS) − 18:47 | 2−0                  |                                  |                         | Játékvezetők: Antonín Jeřábek Vladimír Šindler Vonalbírók: Chris Carlson Pierre Dehaen |
| V. Tyihonov (A. Ovecskin, Sz. Plotnyikov) − 20:20 | 3−0                  |                                  |                         | Játékvezetők: Antonín Jeřábek Vladimír Šindler Vonalbírók: Chris Carlson Pierre Dehaen |
| | 3−1                  | 20:57 − J. Abdelkader (J. Petry) |                         |                                                                                        |
| J. Kuznyecov (J. Dadonov) − 29:07 | 4−1                  |                                  |                         |                                                                                        |
| Sz. Plotnyikov (V. Tyihonov) − 31:07 | 5−1                  |                                  |                         |                                                                                        |
| V. Tyihonov (A. Ovecskin) − 39:14 | 6−1                  |                                  |                         |                                                                                        |

| 2014. május 13. 16:45 | Németország | 0–4 (0–2, 0–2, 0–0) | Finnország | Minsk Arena, Minszk Nézőszám: 10 959 |

| Jegyzőkönyv | Jegyzőkönyv | Jegyzőkönyv                                   | Jegyzőkönyv | Jegyzőkönyv                                                                          |
| --- | ----------- | --------------------------------------------- | ----------- | ------------------------------------------------------------------------------------ |
| | Rob Zepp    | Kapusok                                       | Pekka Rinne | Játékvezetők: Martin Fraňo Konstantin Olenin Vonalbírók: Justin Hull Miroslav Valach |
| \| \| 0–1 \| 09:33 − P. Kontiola (J. Lehterä) \| \| \| 0–2 \| 14:16 − J. Immonen (V. Lajunen, T. Huhtala) \| \| \| 0–3 \| 31:54 − O. Palola (P. Kontiola) \| \| \| 0–4 \| 32:24 − L. Komarov (J. Karalahti, A. Ohtamaa) \| |             |                                               |             | Játékvezetők: Martin Fraňo Konstantin Olenin Vonalbírók: Justin Hull Miroslav Valach |
| 8 perc | Büntetések  | 6 perc                                        |             | Játékvezetők: Martin Fraňo Konstantin Olenin Vonalbírók: Justin Hull Miroslav Valach |
| 20 | Lövések     | 29                                            |             | Játékvezetők: Martin Fraňo Konstantin Olenin Vonalbírók: Justin Hull Miroslav Valach |
| | 0–1         | 09:33 − P. Kontiola (J. Lehterä)              |             | Játékvezetők: Martin Fraňo Konstantin Olenin Vonalbírók: Justin Hull Miroslav Valach |
| | 0–2         | 14:16 − J. Immonen (V. Lajunen, T. Huhtala)   |             | Játékvezetők: Martin Fraňo Konstantin Olenin Vonalbírók: Justin Hull Miroslav Valach |
| | 0–3         | 31:54 − O. Palola (P. Kontiola)               |             | Játékvezetők: Martin Fraňo Konstantin Olenin Vonalbírók: Justin Hull Miroslav Valach |
| | 0–4         | 32:24 − L. Komarov (J. Karalahti, A. Ohtamaa) |             |                                                                                      |

| 2014. május 13. 20:45 | Kazahsztán | 4–5 (2–1, 2–3, 0–1) | Lettország | Minsk Arena, Minszk Nézőszám: 10 870 |

| Jegyzőkönyv | Jegyzőkönyv      | Jegyzőkönyv                                     | Jegyzőkönyv      | Jegyzőkönyv                                                                          |
| --- | ---------------- | ----------------------------------------------- | ---------------- | ------------------------------------------------------------------------------------ |
| | Vitali Yeremeyev | Kapusok                                         | Edgars Masaļskis | Játékvezetők: Igor Dremelj Marcus Vinnerborg Vonalbírók: Vit Lederer Joep Leermakers |
| \| \| 0–1 \| 01:15 – M. Indrašis (J. Štāls, M. Rēdlihs) \| \| T. Zhailauov (M. Semyonov, V. Krasnoslobodtsev) – 04:43 \| 1–1 \| \| \| E. Rymarev (N. Antropov, R. Savchenko) – 19:45 \| 2–1 \| \| \| \| 2–2 \| 23:41 – A. Kulda (M. Rēdlihs, R. Ķēniņš) \| \| \| 2–3 \| 29:51 – A. Kulda (M. Indrašis) (PP) \| \| \| 2–4 \| 34:07 – M. Indrašis (K. Sotnieks, K. Daugaviņš) \| \| N. Antropov (K. Dallman) (PP2) – 39:11 \| 3–4 \| \| \| E. Blokhin (K. Dallman) (PP) – 39:55 \| 4–4 \| \| \| \| 4–5 \| 43:22 – J. Štāls (G. Galviņš) \| |                  |                                                 |                  | Játékvezetők: Igor Dremelj Marcus Vinnerborg Vonalbírók: Vit Lederer Joep Leermakers |
| 8 perc | Büntetések       | 18 perc                                         |                  | Játékvezetők: Igor Dremelj Marcus Vinnerborg Vonalbírók: Vit Lederer Joep Leermakers |
| 29 | Lövések          | 27                                              |                  | Játékvezetők: Igor Dremelj Marcus Vinnerborg Vonalbírók: Vit Lederer Joep Leermakers |
| | 0–1              | 01:15 – M. Indrašis (J. Štāls, M. Rēdlihs)      |                  | Játékvezetők: Igor Dremelj Marcus Vinnerborg Vonalbírók: Vit Lederer Joep Leermakers |
| T. Zhailauov (M. Semyonov, V. Krasnoslobodtsev) – 04:43 | 1–1              |                                                 |                  | Játékvezetők: Igor Dremelj Marcus Vinnerborg Vonalbírók: Vit Lederer Joep Leermakers |
| E. Rymarev (N. Antropov, R. Savchenko) – 19:45 | 2–1              |                                                 |                  | Játékvezetők: Igor Dremelj Marcus Vinnerborg Vonalbírók: Vit Lederer Joep Leermakers |
| | 2–2              | 23:41 – A. Kulda (M. Rēdlihs, R. Ķēniņš)        |                  |                                                                                      |
| | 2–3              | 29:51 – A. Kulda (M. Indrašis) (PP)             |                  |                                                                                      |
| | 2–4              | 34:07 – M. Indrašis (K. Sotnieks, K. Daugaviņš) |                  |                                                                                      |
| N. Antropov (K. Dallman) (PP2) – 39:11 | 3–4              |                                                 |                  |                                                                                      |
| E. Blokhin (K. Dallman) (PP) – 39:55 | 4–4              |                                                 |                  |                                                                                      |
| | 4–5              | 43:22 – J. Štāls (G. Galviņš)                   |                  |                                                                                      |

| 2014. május 14. 16:45 | Svájc | 3–2 (1–1, 2–1, 0–0) | Németország | Minsk Arena, Minszk Nézőszám: 11 628 |

| Jegyzőkönyv | Jegyzőkönyv | Jegyzőkönyv                                     | Jegyzőkönyv | Jegyzőkönyv                                                                       |
| --- | ----------- | ----------------------------------------------- | ----------- | --------------------------------------------------------------------------------- |
| | Reto Berra  | Kapusok                                         | Rob Zepp    | Játékvezetők: Steve Patafie Aleksi Rantala Vonalbírók: Jon Killian Anton Semjonov |
| \| D. Brunner (R. Josi, Y. Weber) (PP) – 12:17 \| 1–0 \| \| \| \| 1–1 \| 13:57 – T. Oppenheimer (F. Hördler, K. Hospelt) \| \| D. Hollenstein (R. Josi, L. Cunti) – 32:13 \| 2–1 \| \| \| K. Romy (D. Brunner, S. Moser) – 36:27 \| 3–1 \| \| \| \| 3–2 \| 38:52 – T. Oppenheimer (S. Akdag, K. Hospelt) \| |             |                                                 |             | Játékvezetők: Steve Patafie Aleksi Rantala Vonalbírók: Jon Killian Anton Semjonov |
| 6 perc | Büntetések  | 6 perc                                          |             | Játékvezetők: Steve Patafie Aleksi Rantala Vonalbírók: Jon Killian Anton Semjonov |
| 25 | Lövések     | 24                                              |             | Játékvezetők: Steve Patafie Aleksi Rantala Vonalbírók: Jon Killian Anton Semjonov |
| D. Brunner (R. Josi, Y. Weber) (PP) – 12:17 | 1–0         |                                                 |             | Játékvezetők: Steve Patafie Aleksi Rantala Vonalbírók: Jon Killian Anton Semjonov |
| | 1–1         | 13:57 – T. Oppenheimer (F. Hördler, K. Hospelt) |             | Játékvezetők: Steve Patafie Aleksi Rantala Vonalbírók: Jon Killian Anton Semjonov |
| D. Hollenstein (R. Josi, L. Cunti) – 32:13 | 2–1         |                                                 |             | Játékvezetők: Steve Patafie Aleksi Rantala Vonalbírók: Jon Killian Anton Semjonov |
| K. Romy (D. Brunner, S. Moser) – 36:27 | 3–1         |                                                 |             |                                                                                   |
| | 3–2         | 38:52 – T. Oppenheimer (S. Akdag, K. Hospelt)   |             |                                                                                   |

| 2014. május 14. 20:45 | Oroszország | 7–2 (1–0, 3–0, 3–2) | Kazahsztán | Minsk Arena, Minszk Nézőszám: 12 299 |

| Jegyzőkönyv | Jegyzőkönyv         | Jegyzőkönyv                                   | Jegyzőkönyv   | Jegyzőkönyv                                                                          |
| --- | ------------------- | --------------------------------------------- | ------------- | ------------------------------------------------------------------------------------ |
| | Szergej Bobrovszkij | Kapusok                                       | Alexei Ivanov | Játékvezetők: Daniel Piechaczek Jyri Rönn Vonalbírók: Andre Schrader Sakari Suominen |
| \| Sz. Plotnyikov (V. Tyihonov, A. Ovecskin) (PP) – 14:24 \| 1–0 \| \| \| J. Jakovlev (D. Zaripov, A. Belov) (PP) – 22:07 \| 2–0 \| \| \| D. Zaripov (V. Tyihonov, Sz. Plotnyikov) (PP) – 23:26 \| 3–0 \| \| \| Ny. Kuljomin – 31:14 \| 4–0 \| \| \| V. Tyihonov (Sz. Plotnyikov, A. Ovecskin) – 41:05 \| 5–0 \| \| \| \| 5–1 \| 49:31 – M. Panshin (K. Dallman, N. Antropov) \| \| \| 5–2 \| 53:33 – A. Spiridonov (E. Blokhin, A. Ivanov) \| \| Sz. Plotnyikov (V. Tyihonov, D. Zaripov) (PP) – 59:17 \| 6–2 \| \| \| A. Burmisztrov (J. Kuznyecov, J. Dadonov) – 59:54 \| 7–2 \| \| |                     |                                               |               | Játékvezetők: Daniel Piechaczek Jyri Rönn Vonalbírók: Andre Schrader Sakari Suominen |
| 4 perc | Büntetések          | 12 perc                                       |               | Játékvezetők: Daniel Piechaczek Jyri Rönn Vonalbírók: Andre Schrader Sakari Suominen |
| 47 | Lövések             | 18                                            |               | Játékvezetők: Daniel Piechaczek Jyri Rönn Vonalbírók: Andre Schrader Sakari Suominen |
| Sz. Plotnyikov (V. Tyihonov, A. Ovecskin) (PP) – 14:24 | 1–0                 |                                               |               | Játékvezetők: Daniel Piechaczek Jyri Rönn Vonalbírók: Andre Schrader Sakari Suominen |
| J. Jakovlev (D. Zaripov, A. Belov) (PP) – 22:07 | 2–0                 |                                               |               | Játékvezetők: Daniel Piechaczek Jyri Rönn Vonalbírók: Andre Schrader Sakari Suominen |
| D. Zaripov (V. Tyihonov, Sz. Plotnyikov) (PP) – 23:26 | 3–0                 |                                               |               | Játékvezetők: Daniel Piechaczek Jyri Rönn Vonalbírók: Andre Schrader Sakari Suominen |
| Ny. Kuljomin – 31:14 | 4–0                 |                                               |               |                                                                                      |
| V. Tyihonov (Sz. Plotnyikov, A. Ovecskin) – 41:05 | 5–0                 |                                               |               |                                                                                      |
| | 5–1                 | 49:31 – M. Panshin (K. Dallman, N. Antropov)  |               |                                                                                      |
| | 5–2                 | 53:33 – A. Spiridonov (E. Blokhin, A. Ivanov) |               |                                                                                      |
| Sz. Plotnyikov (V. Tyihonov, D. Zaripov) (PP) – 59:17 | 6–2                 |                                               |               |                                                                                      |
| A. Burmisztrov (J. Kuznyecov, J. Dadonov) – 59:54 | 7–2                 |                                               |               |                                                                                      |

| 2014. május 15. 16:45 | Egyesült Államok | 5–6 (1–2, 2–1, 2–3) | Lettország | Minsk Arena, Minszk Nézőszám: 11 814 |

| Jegyzőkönyv | Jegyzőkönyv | Jegyzőkönyv                                  | Jegyzőkönyv         | Jegyzőkönyv                                                                                    |
| --- | ----------- | -------------------------------------------- | ------------------- | ---------------------------------------------------------------------------------------------- |
| | Tim Thomas  | Kapusok                                      | Kristers Gudļevskis | Játékvezetők: Vyacheslav Bulanov Konstantin Olenin Vonalbírók: Joep Leermakers Miroslav Valach |
| \| \| 0–1 \| 15:39 – G. Meija (A. Bērziņš) \| \| C. Smith (J. Gardiner) – 16:39 \| 1–1 \| \| \| \| 1–2 \| 18:57 – M. Rēdlihs (R. Ķēniņš, K. Daugaviņš) \| \| \| 1–3 \| 28:08 – A. Ņiživijs (H. Vasiļjevs) (PP) \| \| B. Nelson (S. Jones) (PP) – 28:58 \| 2–3 \| \| \| T. Johnson (C. Smith, J. Trouba) (PP) – 31:00 \| 3–3 \| \| \| \| 3–4 \| 51:25 – K. Daugaviņš (J. Rēdlihs) \| \| S. Jones (J. Abdelkader) – 53:26 \| 4–4 \| \| \| \| 4–5 \| 54:35 – Z. Girgensons (G. Meija) \| \| \| 4–6 \| 57:39 – H. Vasiļjevs (M. Cipulis) \| \| B. Nelson (J. Gaudreau, S. Jones) (EA) – 58:30 \| 5–6 \| \| |             |                                              |                     | Játékvezetők: Vyacheslav Bulanov Konstantin Olenin Vonalbírók: Joep Leermakers Miroslav Valach |
| 20 perc | Büntetések  | 16 perc                                      |                     | Játékvezetők: Vyacheslav Bulanov Konstantin Olenin Vonalbírók: Joep Leermakers Miroslav Valach |
| 36 | Lövések     | 25                                           |                     | Játékvezetők: Vyacheslav Bulanov Konstantin Olenin Vonalbírók: Joep Leermakers Miroslav Valach |
| | 0–1         | 15:39 – G. Meija (A. Bērziņš)                |                     | Játékvezetők: Vyacheslav Bulanov Konstantin Olenin Vonalbírók: Joep Leermakers Miroslav Valach |
| C. Smith (J. Gardiner) – 16:39 | 1–1         |                                              |                     | Játékvezetők: Vyacheslav Bulanov Konstantin Olenin Vonalbírók: Joep Leermakers Miroslav Valach |
| | 1–2         | 18:57 – M. Rēdlihs (R. Ķēniņš, K. Daugaviņš) |                     | Játékvezetők: Vyacheslav Bulanov Konstantin Olenin Vonalbírók: Joep Leermakers Miroslav Valach |
| | 1–3         | 28:08 – A. Ņiživijs (H. Vasiļjevs) (PP)      |                     |                                                                                                |
| B. Nelson (S. Jones) (PP) – 28:58 | 2–3         |                                              |                     |                                                                                                |
| T. Johnson (C. Smith, J. Trouba) (PP) – 31:00 | 3–3         |                                              |                     |                                                                                                |
| | 3–4         | 51:25 – K. Daugaviņš (J. Rēdlihs)            |                     |                                                                                                |
| S. Jones (J. Abdelkader) – 53:26 | 4–4         |                                              |                     |                                                                                                |
| | 4–5         | 54:35 – Z. Girgensons (G. Meija)             |                     |                                                                                                |
| | 4–6         | 57:39 – H. Vasiļjevs (M. Cipulis)            |                     |                                                                                                |
| B. Nelson (J. Gaudreau, S. Jones) (EA) – 58:30 | 5–6         |                                              |                     |                                                                                                |

| 2014. május 15. 20:45 | Finnország | 2–0 (1–0, 0–0, 1–0) | Fehéroroszország | Minsk Arena, Minszk Nézőszám: 14 447 |

| Jegyzőkönyv | Jegyzőkönyv | Jegyzőkönyv | Jegyzőkönyv   | Jegyzőkönyv                                                                    |
| --- | ----------- | ----------- | ------------- | ------------------------------------------------------------------------------ |
| | Pekka Rinne | Kapusok     | Kevin Lalande | Játékvezetők: Lars Brüggemann Keith Kaval Vonalbírók: Jimmy Dahmen Vit Lederer |
| \| P. Kontiola (T. Mäntylä, P. Rinne) – 16:30 \| 1–0 \| \| \| P. Kontiola (J. Lehterä, O. Jokinen) (PP, ENG) – 59:44 \| 2–0 \| \| |             |             |               | Játékvezetők: Lars Brüggemann Keith Kaval Vonalbírók: Jimmy Dahmen Vit Lederer |
| 12 perc | Büntetések  | 8 perc      |               | Játékvezetők: Lars Brüggemann Keith Kaval Vonalbírók: Jimmy Dahmen Vit Lederer |
| 15 | Lövések     | 15          |               | Játékvezetők: Lars Brüggemann Keith Kaval Vonalbírók: Jimmy Dahmen Vit Lederer |
| P. Kontiola (T. Mäntylä, P. Rinne) – 16:30                                                                                        | 1–0         |             |               | Játékvezetők: Lars Brüggemann Keith Kaval Vonalbírók: Jimmy Dahmen Vit Lederer |
| P. Kontiola (J. Lehterä, O. Jokinen) (PP, ENG) – 59:44                                                                            | 2–0         |             |               | Játékvezetők: Lars Brüggemann Keith Kaval Vonalbírók: Jimmy Dahmen Vit Lederer |

| 2014. május 16. 16:45 | Egyesült Államok | 4–3 (h.u.) (1–1, 2–1, 0–1) (h.u.: 1–0) | Kazahsztán | Minsk Arena, Minszk Nézőszám: 10 779 |

| Jegyzőkönyv | Jegyzőkönyv | Jegyzőkönyv                                      | Jegyzőkönyv   | Jegyzőkönyv                                                                     |
| --- | ----------- | ------------------------------------------------ | ------------- | ------------------------------------------------------------------------------- |
| | Tim Thomas  | Kapusok                                          | Alexei Ivanov | Játékvezetők: Mikael Nord Maxim Sidorenko Vonalbírók: Nicolas Fluri Vit Lederer |
| \| \| 0–1 \| 14:23 – R. Starchenko (D. Upper, K. Dallman (PP) \| \| C. Smith (B. Nelson, S. Jones) (PP) – 18:38 \| 1–1 \| \| \| \| 1–2 \| 21:21 – K. Romanov (M. Panshin, A. Lakiza) \| \| S. Jones (C. Smith) (PP) – 23:44 \| 2–2 \| \| \| M. Donovan (J. Gaudreau) – 35:02 \| 3–2 \| \| \| \| 3–3 \| 53:10 – R. Starchenko (N. Antropov) \| \| S. Jones (D. DeKeyser, J. Gaudreau) – 61:05 \| 4–3 \| \| |             |                                                  |               | Játékvezetők: Mikael Nord Maxim Sidorenko Vonalbírók: Nicolas Fluri Vit Lederer |
| 8 perc | Büntetések  | 14 perc                                          |               | Játékvezetők: Mikael Nord Maxim Sidorenko Vonalbírók: Nicolas Fluri Vit Lederer |
| 40 | Lövések     | 25                                               |               | Játékvezetők: Mikael Nord Maxim Sidorenko Vonalbírók: Nicolas Fluri Vit Lederer |
| | 0–1         | 14:23 – R. Starchenko (D. Upper, K. Dallman (PP) |               | Játékvezetők: Mikael Nord Maxim Sidorenko Vonalbírók: Nicolas Fluri Vit Lederer |
| C. Smith (B. Nelson, S. Jones) (PP) – 18:38 | 1–1         |                                                  |               | Játékvezetők: Mikael Nord Maxim Sidorenko Vonalbírók: Nicolas Fluri Vit Lederer |
| | 1–2         | 21:21 – K. Romanov (M. Panshin, A. Lakiza)       |               | Játékvezetők: Mikael Nord Maxim Sidorenko Vonalbírók: Nicolas Fluri Vit Lederer |
| S. Jones (C. Smith) (PP) – 23:44 | 2–2         |                                                  |               |                                                                                 |
| M. Donovan (J. Gaudreau) – 35:02 | 3–2         |                                                  |               |                                                                                 |
| | 3–3         | 53:10 – R. Starchenko (N. Antropov)              |               |                                                                                 |
| S. Jones (D. DeKeyser, J. Gaudreau) – 61:05 | 4–3         |                                                  |               |                                                                                 |

| 2014. május 16. 20:45 | Finnország | 3–2 (sz.) (1–0, 1–0, 0–2) (h.u.: 0–0) (sz.: 1–0) | Svájc | Minsk Arena, Minszk Nézőszám: 12 630 |

| Jegyzőkönyv | Jegyzőkönyv | Jegyzőkönyv                                           | Jegyzőkönyv | Jegyzőkönyv                                                                         |
| --- | ----------- | ----------------------------------------------------- | ----------- | ----------------------------------------------------------------------------------- |
| | Pekka Rinne | Kapusok                                               | Reto Berra  | Játékvezetők: Martin Fraňo Antonín Jeřábek Vonalbírók: Ivan Dedyulya Andre Schrader |
| \| T. Kivistö (J. Immonen, M. Salomäki) – 05:14 \| 1–0 \| \| \| O. Jokinen (E. Haula) – 32:26 \| 2–0 \| \| \| \| 2–1 \| 41:57 – R. Suri (K. Fiala) \| \| \| 2–2 \| 56:35 – R. Josi (K. Romy, R. Suri) \| |             |                                                       |             | Játékvezetők: Martin Fraňo Antonín Jeřábek Vonalbírók: Ivan Dedyulya Andre Schrader |
| J. Immonen J. Lehterä E. Haula P. Kontiola I. Pakarinen | Szétlövés   | D. Brunner D. Hollenstein R. Suri K. Fiala D. Brunner |             | Játékvezetők: Martin Fraňo Antonín Jeřábek Vonalbírók: Ivan Dedyulya Andre Schrader |
| 2 perc | Büntetések  | 4 perc                                                |             | Játékvezetők: Martin Fraňo Antonín Jeřábek Vonalbírók: Ivan Dedyulya Andre Schrader |
| 25 | Lövések     | 28                                                    |             | Játékvezetők: Martin Fraňo Antonín Jeřábek Vonalbírók: Ivan Dedyulya Andre Schrader |
| T. Kivistö (J. Immonen, M. Salomäki) – 05:14 | 1–0         |                                                       |             | Játékvezetők: Martin Fraňo Antonín Jeřábek Vonalbírók: Ivan Dedyulya Andre Schrader |
| O. Jokinen (E. Haula) – 32:26 | 2–0         |                                                       |             | Játékvezetők: Martin Fraňo Antonín Jeřábek Vonalbírók: Ivan Dedyulya Andre Schrader |
| | 2–1         | 41:57 – R. Suri (K. Fiala)                            |             |                                                                                     |
| | 2–2         | 56:35 – R. Josi (K. Romy, R. Suri)                    |             |                                                                                     |

| 2014. május 17. 12:45 | Lettország | 1–4 (1–3, 0–1, 0–0) | Oroszország | Minsk Arena, Minszk Nézőszám: 14 427 |

| Jegyzőkönyv | Jegyzőkönyv         | Jegyzőkönyv                                            | Jegyzőkönyv         | Jegyzőkönyv                                                                         |
| --- | ------------------- | ------------------------------------------------------ | ------------------- | ----------------------------------------------------------------------------------- |
| | Kristers Gudļevskis | Kapusok                                                | Szergej Bobrovszkij | Játékvezetők: Lars Brüggemann Aleksi Rantala Vonalbírók: Paul Carnathan Jon Killian |
| \| M. Indrašis (J. Štāls) – 07:30 \| 1–0 \| \| \| \| 1–1 \| 10:55 – V. Tyihonov \| \| \| 1–2 \| 15:23 – Sz. Sirokov (J. Medvegyev, V. Tyihonov) \| \| \| 1–3 \| 18:12 – V. Tyihonov (Sz. Plotnyikov, A. Ovecskin) (PP) \| \| \| 1–4 \| 28:04 – Sz. Kalinyin (A. Kutuzov) \| |                     |                                                        |                     | Játékvezetők: Lars Brüggemann Aleksi Rantala Vonalbírók: Paul Carnathan Jon Killian |
| 33 perc | Büntetések          | 6 perc                                                 |                     | Játékvezetők: Lars Brüggemann Aleksi Rantala Vonalbírók: Paul Carnathan Jon Killian |
| 15 | Lövések             | 43                                                     |                     | Játékvezetők: Lars Brüggemann Aleksi Rantala Vonalbírók: Paul Carnathan Jon Killian |
| M. Indrašis (J. Štāls) – 07:30 | 1–0                 |                                                        |                     | Játékvezetők: Lars Brüggemann Aleksi Rantala Vonalbírók: Paul Carnathan Jon Killian |
| | 1–1                 | 10:55 – V. Tyihonov                                    |                     | Játékvezetők: Lars Brüggemann Aleksi Rantala Vonalbírók: Paul Carnathan Jon Killian |
| | 1–2                 | 15:23 – Sz. Sirokov (J. Medvegyev, V. Tyihonov)        |                     | Játékvezetők: Lars Brüggemann Aleksi Rantala Vonalbírók: Paul Carnathan Jon Killian |
| | 1–3                 | 18:12 – V. Tyihonov (Sz. Plotnyikov, A. Ovecskin) (PP) |                     |                                                                                     |
| | 1–4                 | 28:04 – Sz. Kalinyin (A. Kutuzov)                      |                     |                                                                                     |

| 2014. május 17. 16:45 | Fehéroroszország | 5–2 (1–2, 1–0, 3–0) | Németország | Minsk Arena, Minszk Nézőszám: 14 478 |

| Jegyzőkönyv | Jegyzőkönyv                | Jegyzőkönyv                            | Jegyzőkönyv | Jegyzőkönyv                                                                           |
| --- | -------------------------- | -------------------------------------- | ----------- | ------------------------------------------------------------------------------------- |
| | Vitali Koval Kevin Lalande | Kapusok                                | Rob Zepp    | Játékvezetők: Roman Gofman Marcus Vinnerborg Vonalbírók: Jimmy Dahmen Sakari Suominen |
| \| \| 0–1 \| 08:04 – K. Hospelt \| \| \| 0–2 \| 11:53 – A. Barta (F. Schütz, F. Mauer) \| \| A. Stepanov (M. Grabovski, A. Kalyuzhny) (PP) – 15:27 \| 1–2 \| \| \| A. Ugarov (A. Stepanov) – 34:23 \| 2–2 \| \| \| M. Grabovski (S. Kostitsyn, A. Kalyuzhny) – 42:55 \| 3–2 \| \| \| G. Platt (N. Stasenko, A. Stas) – 44:05 \| 4–2 \| \| \| M. Grabovski (S. Kostitsyn) – 49:54 \| 5–2 \| \| |                            |                                        |             | Játékvezetők: Roman Gofman Marcus Vinnerborg Vonalbírók: Jimmy Dahmen Sakari Suominen |
| 29 perc | Büntetések                 | 2 perc                                 |             | Játékvezetők: Roman Gofman Marcus Vinnerborg Vonalbírók: Jimmy Dahmen Sakari Suominen |
| 16 | Lövések                    | 19                                     |             | Játékvezetők: Roman Gofman Marcus Vinnerborg Vonalbírók: Jimmy Dahmen Sakari Suominen |
| | 0–1                        | 08:04 – K. Hospelt                     |             | Játékvezetők: Roman Gofman Marcus Vinnerborg Vonalbírók: Jimmy Dahmen Sakari Suominen |
| | 0–2                        | 11:53 – A. Barta (F. Schütz, F. Mauer) |             | Játékvezetők: Roman Gofman Marcus Vinnerborg Vonalbírók: Jimmy Dahmen Sakari Suominen |
| A. Stepanov (M. Grabovski, A. Kalyuzhny) (PP) – 15:27 | 1–2                        |                                        |             | Játékvezetők: Roman Gofman Marcus Vinnerborg Vonalbírók: Jimmy Dahmen Sakari Suominen |
| A. Ugarov (A. Stepanov) – 34:23 | 2–2                        |                                        |             |                                                                                       |
| M. Grabovski (S. Kostitsyn, A. Kalyuzhny) – 42:55 | 3–2                        |                                        |             |                                                                                       |
| G. Platt (N. Stasenko, A. Stas) – 44:05 | 4–2                        |                                        |             |                                                                                       |
| M. Grabovski (S. Kostitsyn) – 49:54 | 5–2                        |                                        |             |                                                                                       |

| 2014. május 17. 20:45 | Svájc | 6–2 (2–0, 2–0, 2–2) | Kazahsztán | Minsk Arena, Minszk Nézőszám: 11 739 |

| Jegyzőkönyv | Jegyzőkönyv | Jegyzőkönyv                                               | Jegyzőkönyv                    | Jegyzőkönyv                                                                     |
| --- | ----------- | --------------------------------------------------------- | ------------------------------ | ------------------------------------------------------------------------------- |
| | Reto Berra  | Kapusok                                                   | Vitali Yeremeyev Alexei Ivanov | Játékvezetők: Igor Dremelj Martin Fraňo Vonalbírók: Ivan Dedyulya Pierre Dehaen |
| \| D. Kukan (SH) – 09:44 \| 1–0 \| \| \| D. Hollenstein (M. Seger, A. Ambühl) (PP) – 14:06 \| 2–0 \| \| \| Y. Weber (R. Josi) (PP) – 27:22 \| 3–0 \| \| \| A. Ambühl (D. Hollenstein) (PP) – 37:33 \| 4–0 \| \| \| L. Cunti (R. Josi, S. Moser) (PP) – 43:16 \| 5–0 \| \| \| E. Blum (L. Cunti, D. Brunner) – 46:05 \| 6–0 \| \| \| \| 6–1 \| 50:22 – V. Krasnoslobodtsev (K. Dallman, E. Blokhin) (PP) \| \| \| 6–2 \| 59:32 – E. Rymarev (V. Krasnoslobodtsev, E. Blokhin) (PP) \| |             |                                                           |                                | Játékvezetők: Igor Dremelj Martin Fraňo Vonalbírók: Ivan Dedyulya Pierre Dehaen |
| 12 perc | Büntetések  | 45 perc                                                   |                                | Játékvezetők: Igor Dremelj Martin Fraňo Vonalbírók: Ivan Dedyulya Pierre Dehaen |
| 40 | Lövések     | 25                                                        |                                | Játékvezetők: Igor Dremelj Martin Fraňo Vonalbírók: Ivan Dedyulya Pierre Dehaen |
| D. Kukan (SH) – 09:44 | 1–0         |                                                           |                                | Játékvezetők: Igor Dremelj Martin Fraňo Vonalbírók: Ivan Dedyulya Pierre Dehaen |
| D. Hollenstein (M. Seger, A. Ambühl) (PP) – 14:06 | 2–0         |                                                           |                                | Játékvezetők: Igor Dremelj Martin Fraňo Vonalbírók: Ivan Dedyulya Pierre Dehaen |
| Y. Weber (R. Josi) (PP) – 27:22 | 3–0         |                                                           |                                | Játékvezetők: Igor Dremelj Martin Fraňo Vonalbírók: Ivan Dedyulya Pierre Dehaen |
| A. Ambühl (D. Hollenstein) (PP) – 37:33 | 4–0         |                                                           |                                |                                                                                 |
| L. Cunti (R. Josi, S. Moser) (PP) – 43:16 | 5–0         |                                                           |                                |                                                                                 |
| E. Blum (L. Cunti, D. Brunner) – 46:05 | 6–0         |                                                           |                                |                                                                                 |
| | 6–1         | 50:22 – V. Krasnoslobodtsev (K. Dallman, E. Blokhin) (PP) |                                |                                                                                 |
| | 6–2         | 59:32 – E. Rymarev (V. Krasnoslobodtsev, E. Blokhin) (PP) |                                |                                                                                 |

| 2014. május 18. 16:45 | Egyesült Államok | 3–1 (1–0, 0–0, 2–1) | Finnország | Minsk Arena, Minszk Nézőszám: 13 030 |

| Jegyzőkönyv | Jegyzőkönyv | Jegyzőkönyv                                  | Jegyzőkönyv | Jegyzőkönyv                                                                              |
| --- | ----------- | -------------------------------------------- | ----------- | ---------------------------------------------------------------------------------------- |
| | Tim Thomas  | Kapusok                                      | Pekka Rinne | Játékvezetők: Lars Brüggemann Vyacheslav Bulanov Vonalbírók: Justin Hull Miroslav Valach |
| \| B. Nelson (S. Jones) – 00:19 \| 1–0 \| \| \| T. Johnson (C. Smith, S. Jones) – 46:42 \| 2–0 \| \| \| \| 2–1 \| 56:46 – T. Mäntylä (J. Immonen, J. Hietanen) \| \| T. Johnson (D. Shore) (ENG) – 59:14 \| 3–1 \| \| |             |                                              |             | Játékvezetők: Lars Brüggemann Vyacheslav Bulanov Vonalbírók: Justin Hull Miroslav Valach |
| 10 perc | Büntetések  | 8 perc                                       |             | Játékvezetők: Lars Brüggemann Vyacheslav Bulanov Vonalbírók: Justin Hull Miroslav Valach |
| 24 | Lövések     | 23                                           |             | Játékvezetők: Lars Brüggemann Vyacheslav Bulanov Vonalbírók: Justin Hull Miroslav Valach |
| B. Nelson (S. Jones) – 00:19 | 1–0         |                                              |             | Játékvezetők: Lars Brüggemann Vyacheslav Bulanov Vonalbírók: Justin Hull Miroslav Valach |
| T. Johnson (C. Smith, S. Jones) – 46:42 | 2–0         |                                              |             | Játékvezetők: Lars Brüggemann Vyacheslav Bulanov Vonalbírók: Justin Hull Miroslav Valach |
| | 2–1         | 56:46 – T. Mäntylä (J. Immonen, J. Hietanen) |             | Játékvezetők: Lars Brüggemann Vyacheslav Bulanov Vonalbírók: Justin Hull Miroslav Valach |
| T. Johnson (D. Shore) (ENG) – 59:14 | 3–1         |                                              |             |                                                                                          |

| 2014. május 18. 20:45 | Oroszország | 3–0 (0–0, 0–0, 3–0) | Németország | Minsk Arena, Minszk Nézőszám: 14 021 |

| Jegyzőkönyv | Jegyzőkönyv          | Jegyzőkönyv | Jegyzőkönyv      | Jegyzőkönyv                                                                         |
| --- | -------------------- | ----------- | ---------------- | ----------------------------------------------------------------------------------- |
| | Andrej Vaszilevszkij | Kapusok     | Philipp Grubauer | Játékvezetők: Igor Dremelj Vladimír Šindler Vonalbírók: Vit Lederer Joep Leermakers |
| \| V. Sipacsov (J. Jakovlev, Sz. Plotnyikov) (PP) – 43:58 \| 1–0 \| \| \| Sz. Sirokov (D. Zaripov, A. Anyiszimov) – 50:10 \| 2–0 \| \| \| V. Tyihonov (A. Anyiszimov) (ENG) – 59:15 \| 3–0 \| \| |                      |             |                  | Játékvezetők: Igor Dremelj Vladimír Šindler Vonalbírók: Vit Lederer Joep Leermakers |
| 8 perc | Büntetések           | 12 perc     |                  | Játékvezetők: Igor Dremelj Vladimír Šindler Vonalbírók: Vit Lederer Joep Leermakers |
| 31 | Lövések              | 27          |                  | Játékvezetők: Igor Dremelj Vladimír Šindler Vonalbírók: Vit Lederer Joep Leermakers |
| V. Sipacsov (J. Jakovlev, Sz. Plotnyikov) (PP) – 43:58 | 1–0                  |             |                  | Játékvezetők: Igor Dremelj Vladimír Šindler Vonalbírók: Vit Lederer Joep Leermakers |
| Sz. Sirokov (D. Zaripov, A. Anyiszimov) – 50:10 | 2–0                  |             |                  | Játékvezetők: Igor Dremelj Vladimír Šindler Vonalbírók: Vit Lederer Joep Leermakers |
| V. Tyihonov (A. Anyiszimov) (ENG) – 59:15 | 3–0                  |             |                  | Játékvezetők: Igor Dremelj Vladimír Šindler Vonalbírók: Vit Lederer Joep Leermakers |

| 2014. május 19. 16:45 | Kazahsztán | 3–4 (2–2, 0–2, 1–0) | Finnország | Minsk Arena, Minszk Nézőszám: 12 119 |

| Jegyzőkönyv | Jegyzőkönyv   | Jegyzőkönyv                                       | Jegyzőkönyv | Jegyzőkönyv                                                                   |
| --- | ------------- | ------------------------------------------------- | ----------- | ----------------------------------------------------------------------------- |
| | Alexei Ivanov | Kapusok                                           | Pekka Rinne | Játékvezetők: Mikael Nord Steve Patafie Vonalbírók: Pierre Dehaen Jon Killian |
| \| \| 0–1 \| 07:53 – O. Palola (J. Lehterä, L. Komarov) (PP) \| \| E. Rymarev (F. Polishchuk, V. Krasnoslobodtsev) – 14:32 \| 1–1 \| \| \| F. Polishchuk (E. Rymarev, V. Krasnoslobodtsev) (PP) – 15:51 \| 2–1 \| \| \| \| 2–2 \| 19:18 – J. Lehterä (J. Karalahti) \| \| \| 2–3 \| 27:24 – O. Jokinen (P. Kontiola, T. Mäntylä) (PP) \| \| \| 2–4 \| 39:57 – J. Immonen (O. Jokinen, P. Jormakka) \| \| K. Romanov (T. Zhailauov) (PP) – 59:31 \| 3–4 \| \| |               |                                                   |             | Játékvezetők: Mikael Nord Steve Patafie Vonalbírók: Pierre Dehaen Jon Killian |
| 8 perc | Büntetések    | 14 perc                                           |             | Játékvezetők: Mikael Nord Steve Patafie Vonalbírók: Pierre Dehaen Jon Killian |
| 28 | Lövések       | 33                                                |             | Játékvezetők: Mikael Nord Steve Patafie Vonalbírók: Pierre Dehaen Jon Killian |
| | 0–1           | 07:53 – O. Palola (J. Lehterä, L. Komarov) (PP)   |             | Játékvezetők: Mikael Nord Steve Patafie Vonalbírók: Pierre Dehaen Jon Killian |
| E. Rymarev (F. Polishchuk, V. Krasnoslobodtsev) – 14:32 | 1–1           |                                                   |             | Játékvezetők: Mikael Nord Steve Patafie Vonalbírók: Pierre Dehaen Jon Killian |
| F. Polishchuk (E. Rymarev, V. Krasnoslobodtsev) (PP) – 15:51 | 2–1           |                                                   |             | Játékvezetők: Mikael Nord Steve Patafie Vonalbírók: Pierre Dehaen Jon Killian |
| | 2–2           | 19:18 – J. Lehterä (J. Karalahti)                 |             |                                                                               |
| | 2–3           | 27:24 – O. Jokinen (P. Kontiola, T. Mäntylä) (PP) |             |                                                                               |
| | 2–4           | 39:57 – J. Immonen (O. Jokinen, P. Jormakka)      |             |                                                                               |
| K. Romanov (T. Zhailauov) (PP) – 59:31 | 3–4           |                                                   |             |                                                                               |

| 2014. május 19. 20:45 | Lettország | 1–3 (0–2, 1–0, 0–1) | Fehéroroszország | Minsk Arena, Minszk Nézőszám: 14 531 |

| Jegyzőkönyv | Jegyzőkönyv      | Jegyzőkönyv                                     | Jegyzőkönyv   | Jegyzőkönyv                                                                       |
| --- | ---------------- | ----------------------------------------------- | ------------- | --------------------------------------------------------------------------------- |
| | Edgars Masaļskis | Kapusok                                         | Kevin Lalande | Játékvezetők: Antonín Jeřábek Keith Kaval Vonalbírók: Chris Carlson Masi Puolakka |
| \| \| 0–1 \| 08:07 – G. Platt (R. Graborenko, A. Stas) \| \| \| 0–2 \| 08:40 – M. Grabovski (A. Kalyuzhny, D. Korobov) \| \| A. Kulda (A. Ņiživijs) (PP2) – 33:49 \| 1–2 \| \| \| \| 1–3 \| 59:59 – S. Kostitsyn (ENG) \| |                  |                                                 |               | Játékvezetők: Antonín Jeřábek Keith Kaval Vonalbírók: Chris Carlson Masi Puolakka |
| 44 perc | Büntetések       | 18 perc                                         |               | Játékvezetők: Antonín Jeřábek Keith Kaval Vonalbírók: Chris Carlson Masi Puolakka |
| 19 | Lövések          | 16                                              |               | Játékvezetők: Antonín Jeřábek Keith Kaval Vonalbírók: Chris Carlson Masi Puolakka |
| | 0–1              | 08:07 – G. Platt (R. Graborenko, A. Stas)       |               | Játékvezetők: Antonín Jeřábek Keith Kaval Vonalbírók: Chris Carlson Masi Puolakka |
| | 0–2              | 08:40 – M. Grabovski (A. Kalyuzhny, D. Korobov) |               | Játékvezetők: Antonín Jeřábek Keith Kaval Vonalbírók: Chris Carlson Masi Puolakka |
| A. Kulda (A. Ņiživijs) (PP2) – 33:49 | 1–2              |                                                 |               | Játékvezetők: Antonín Jeřábek Keith Kaval Vonalbírók: Chris Carlson Masi Puolakka |
| | 1–3              | 59:59 – S. Kostitsyn (ENG)                      |               |                                                                                   |

| 2014. május 20. 12:45 | Németország | 4–5 (0–0, 3–3, 1–2) | Egyesült Államok | Minsk Arena, Minszk Nézőszám: 11 845 |

| Jegyzőkönyv | Jegyzőkönyv          | Jegyzőkönyv                                        | Jegyzőkönyv | Jegyzőkönyv                                                                         |
| --- | -------------------- | -------------------------------------------------- | ----------- | ----------------------------------------------------------------------------------- |
| | Danny aus den Birken | Kapusok                                            | Tim Thomas  | Játékvezetők: Vyacheslav Bulanov Martin Fraňo Vonalbírók: Nicolas Fluri Jon Killian |
| \| \| 0–1 \| 21:44 – J. Abdelkader (T. Stapleton, J. Gaudreau) \| \| A. Weiss – 23:32 \| 1–1 \| \| \| \| 1–2 \| 27:18 – D. Shore (J. Petry) (SH) \| \| K. Hospelt (T. Oppenheimer, L. Draisaitl) (PP) – 30:29 \| 2–2 \| \| \| \| 2–3 \| 32:53 – M. Donovan (J. Gaudreau, J. Gardiner) (PP) \| \| L. Draisaitl (T. Ankert) – 35:13 \| 3–3 \| \| \| \| 3–4 \| 42:24 – J. Gaudreau (J. Gardiner) (PP) \| \| \| 3–5 \| 55:44 – J. Abdelkader (J. Gaudreau) \| \| T. Rieder (L. Draisaitl, K. Hospelt) (PP, EA) – 58:03 \| 4–5 \| \| |                      |                                                    |             | Játékvezetők: Vyacheslav Bulanov Martin Fraňo Vonalbírók: Nicolas Fluri Jon Killian |
| 8 perc | Büntetések           | 14 perc                                            |             | Játékvezetők: Vyacheslav Bulanov Martin Fraňo Vonalbírók: Nicolas Fluri Jon Killian |
| 28 | Lövések              | 36                                                 |             | Játékvezetők: Vyacheslav Bulanov Martin Fraňo Vonalbírók: Nicolas Fluri Jon Killian |
| | 0–1                  | 21:44 – J. Abdelkader (T. Stapleton, J. Gaudreau)  |             | Játékvezetők: Vyacheslav Bulanov Martin Fraňo Vonalbírók: Nicolas Fluri Jon Killian |
| A. Weiss – 23:32 | 1–1                  |                                                    |             | Játékvezetők: Vyacheslav Bulanov Martin Fraňo Vonalbírók: Nicolas Fluri Jon Killian |
| | 1–2                  | 27:18 – D. Shore (J. Petry) (SH)                   |             | Játékvezetők: Vyacheslav Bulanov Martin Fraňo Vonalbírók: Nicolas Fluri Jon Killian |
| K. Hospelt (T. Oppenheimer, L. Draisaitl) (PP) – 30:29 | 2–2                  |                                                    |             |                                                                                     |
| | 2–3                  | 32:53 – M. Donovan (J. Gaudreau, J. Gardiner) (PP) |             |                                                                                     |
| L. Draisaitl (T. Ankert) – 35:13 | 3–3                  |                                                    |             |                                                                                     |
| | 3–4                  | 42:24 – J. Gaudreau (J. Gardiner) (PP)             |             |                                                                                     |
| | 3–5                  | 55:44 – J. Abdelkader (J. Gaudreau)                |             |                                                                                     |
| T. Rieder (L. Draisaitl, K. Hospelt) (PP, EA) – 58:03 | 4–5                  |                                                    |             |                                                                                     |

| 2014. május 20. 16:45 | Lettország | 2–3 (0–2, 1–1, 1–0) | Svájc | Minsk Arena, Minszk Nézőszám: 12 868 |

| Jegyzőkönyv | Jegyzőkönyv         | Jegyzőkönyv                                   | Jegyzőkönyv | Jegyzőkönyv                                                                        |
| --- | ------------------- | --------------------------------------------- | ----------- | ---------------------------------------------------------------------------------- |
| | Kristers Gudļevskis | Kapusok                                       | Reto Berra  | Játékvezetők: Jyri Rönn Marcus Vinnerborg Vonalbírók: Jimmy Dahmen Miroslav Valach |
| \| \| 0–1 \| 08:39 – D. Brunner (L. Cunti, D. Hollenstein) \| \| \| 0–2 \| 10:49 – D. Schlumpf (A. Ambühl) \| \| \| 0–3 \| 20:27 – Y. Weber (R. Josi, A. Ambühl) \| \| K. Jass (A. Džeriņš, A. Kulda) – 21:57 \| 1–3 \| \| \| Z. Girgensons (K. Sotnieks, H. Vasiļjevs) (EA) – 57:37 \| 2–3 \| \| |                     |                                               |             | Játékvezetők: Jyri Rönn Marcus Vinnerborg Vonalbírók: Jimmy Dahmen Miroslav Valach |
| 8 perc | Büntetések          | 12 perc                                       |             | Játékvezetők: Jyri Rönn Marcus Vinnerborg Vonalbírók: Jimmy Dahmen Miroslav Valach |
| 28 | Lövések             | 26                                            |             | Játékvezetők: Jyri Rönn Marcus Vinnerborg Vonalbírók: Jimmy Dahmen Miroslav Valach |
| | 0–1                 | 08:39 – D. Brunner (L. Cunti, D. Hollenstein) |             | Játékvezetők: Jyri Rönn Marcus Vinnerborg Vonalbírók: Jimmy Dahmen Miroslav Valach |
| | 0–2                 | 10:49 – D. Schlumpf (A. Ambühl)               |             | Játékvezetők: Jyri Rönn Marcus Vinnerborg Vonalbírók: Jimmy Dahmen Miroslav Valach |
| | 0–3                 | 20:27 – Y. Weber (R. Josi, A. Ambühl)         |             | Játékvezetők: Jyri Rönn Marcus Vinnerborg Vonalbírók: Jimmy Dahmen Miroslav Valach |
| K. Jass (A. Džeriņš, A. Kulda) – 21:57 | 1–3                 |                                               |             |                                                                                    |
| Z. Girgensons (K. Sotnieks, H. Vasiļjevs) (EA) – 57:37 | 2–3                 |                                               |             |                                                                                    |

| 2014. május 20. 20:45 | Oroszország | 2–1 (0–0, 2–0, 0–1) | Fehéroroszország | Minsk Arena, Minszk Nézőszám: 14 679 |

| Jegyzőkönyv | Jegyzőkönyv         | Jegyzőkönyv                                     | Jegyzőkönyv                | Jegyzőkönyv                                                                        |
| --- | ------------------- | ----------------------------------------------- | -------------------------- | ---------------------------------------------------------------------------------- |
| | Szergej Bobrovszkij | Kapusok                                         | Vitali Koval Kevin Lalande | Játékvezetők: Mikael Nord Steve Patafie Vonalbírók: Paul Carnathan Sakari Suominen |
| \| Sz. Plotnyikov (V. Sipacsov, V. Tyihonov) (PP) – 32:46 \| 1–0 \| \| \| V. Sipacsov (Sz. Plotnyikov) – 35:47 \| 2–0 \| \| \| \| 2–1 \| 45:49 – V. Dzjanyiszav (A. Kitarov, D. Korobov) \| |                     |                                                 |                            | Játékvezetők: Mikael Nord Steve Patafie Vonalbírók: Paul Carnathan Sakari Suominen |
| 10 perc | Büntetések          | 8 perc                                          |                            | Játékvezetők: Mikael Nord Steve Patafie Vonalbírók: Paul Carnathan Sakari Suominen |
| 27 | Lövések             | 20                                              |                            | Játékvezetők: Mikael Nord Steve Patafie Vonalbírók: Paul Carnathan Sakari Suominen |
| Sz. Plotnyikov (V. Sipacsov, V. Tyihonov) (PP) – 32:46 | 1–0                 |                                                 |                            | Játékvezetők: Mikael Nord Steve Patafie Vonalbírók: Paul Carnathan Sakari Suominen |
| V. Sipacsov (Sz. Plotnyikov) – 35:47 | 2–0                 |                                                 |                            | Játékvezetők: Mikael Nord Steve Patafie Vonalbírók: Paul Carnathan Sakari Suominen |
| | 2–1                 | 45:49 – V. Dzjanyiszav (A. Kitarov, D. Korobov) |                            | Játékvezetők: Mikael Nord Steve Patafie Vonalbírók: Paul Carnathan Sakari Suominen |

## Egyenes kieséses szakasz
|  |              |                  |              |             |   |             |             |            |               |               |               |       |       |
|  | Negyeddöntők | Negyeddöntők     | Negyeddöntők |             |   | Elődöntők   | Elődöntők   | Elődöntők  |               |               | Döntő         | Döntő | Döntő |
|  | Negyeddöntők | Negyeddöntők     | Negyeddöntők |             |   | Elődöntők   | Elődöntők   | Elődöntők  |               |               | Döntő         | Döntő | Döntő |
|  | május 22.    |                  |              |             |   |             |             |            |               |               |               |       |       |
|  |              |                  |              |             |   |             |             |            |               |               |               |       |       |
|  | A1           | Kanada           | 2            |             |   |             |             |            |               |               |               |       |       |
|  | A1           | Kanada           | 2            | május 24.   |   |             |             |            |               |               |               |       |       |
|  | B4           | Finnország       | 3            |             |   |             |             |            |               |               |               |       |       |
|  | B4           | Finnország       | 3            |             |   | Finnország  | Finnország  | 3          |               |               |               |       |       |
|  | május 22.    |                  |              |             |   | Finnország  | Finnország  | 3          |               |               |               |       |       |
|  |              |                  | Csehország   | Csehország  | 0 |             |             |            |               |               |               |       |       |
|  | B2           | Egyesült Államok | Csehország   | Csehország  | 0 | 3           |             |            |               |               |               |       |       |
|  | B2           | Egyesült Államok |              |             |   | 3           | május 25.   |            |               |               |               |       |       |
|  | A3           | Csehország       | 4            |             |   |             |             |            |               |               |               |       |       |
|  | A3           | Csehország       | 4            |             |   | Finnország  | Finnország  | 2          |               |               |               |       |       |
|  | május 22.    |                  |              |             |   | Finnország  | Finnország  | 2          |               |               |               |       |       |
|  |              |                  | Oroszország  | Oroszország | 5 |             |             |            |               |               |               |       |       |
|  | B1           | Oroszország      | Oroszország  | Oroszország | 5 | 3           |             |            |               |               |               |       |       |
|  | B1           | Oroszország      | május 24.    |             |   | 3           |             |            |               |               |               |       |       |
|  | A4           | Franciaország    | 0            |             |   |             |             |            |               |               |               |       |       |
|  | A4           | Franciaország    | 0            |             |   | Oroszország | Oroszország | 3          | Bronzmérkőzés | Bronzmérkőzés | Bronzmérkőzés |       |       |
|  | május 22.    |                  |              |             |   | Oroszország | Oroszország | 3          | Bronzmérkőzés | Bronzmérkőzés | Bronzmérkőzés |       |       |
|  |              |                  | Svédország   | Svédország  | 1 |             |             | május 25.  | május 25.     | május 25.     |               |       |       |
|  | A2           | Svédország       | Svédország   | Svédország  | 1 | 3           |             | május 25.  | május 25.     | május 25.     |               |       |       |
|  | A2           | Svédország       |              |             |   |             |             | Csehország | Csehország    | 0             |               |       |       |
|  | B3           | Fehéroroszország | 2            |             |   |             |             | Csehország | Csehország    | 0             |               |       |       |
|  | B3           | Fehéroroszország | 2            |             |   | Svédország  | Svédország  | 3          |               |               |               |       |       |
|  |              |                  |              |             |   | Svédország  | Svédország  | 3          |               |               |               |       |       |

### Negyeddöntők
| 2014. május 22. 16:00 | Egyesült Államok | 3–4 (1–1, 0–3, 2–0) | Csehország | Chizhovka Arena, Minszk Nézőszám: 8234 |

| Jegyzőkönyv | Jegyzőkönyv | Jegyzőkönyv                                      | Jegyzőkönyv     | Jegyzőkönyv                                                                         |
| --- | ----------- | ------------------------------------------------ | --------------- | ----------------------------------------------------------------------------------- |
| | Tim Thomas  | Kapusok                                          | Alexander Salák | Játékvezetők: Mikael Nord Marcus Vinnerborg Vonalbírók: Justin Hull Sakari Suominen |
| \| B. Nelson (P. Mueller, S. Jones) (PP) – 06:54 \| 1–0 \| \| \| \| 1–1 \| 09:25 – T. Rolinek \| \| \| 1–2 \| 26:51 – T. Hertl (J. Novotný) (PP) \| \| \| 1–3 \| 28:06 – R. Červenka (P. Zámorský, J. Kolář) (PP) \| \| \| 1–4 \| 36:19 – O. Němec (J. Novotný, J. Jágr) \| \| T. Johnson (P. Mueller, S. Jones) (EA) – 58:50 \| 2–4 \| \| \| T. Johnson (P. Mueller, C. Smith) (EA) – 59:03 \| 3–4 \| \| |             |                                                  |                 | Játékvezetők: Mikael Nord Marcus Vinnerborg Vonalbírók: Justin Hull Sakari Suominen |
| 41 perc | Büntetések  | 14 perc                                          |                 | Játékvezetők: Mikael Nord Marcus Vinnerborg Vonalbírók: Justin Hull Sakari Suominen |
| 34 | Lövések     | 33                                               |                 | Játékvezetők: Mikael Nord Marcus Vinnerborg Vonalbírók: Justin Hull Sakari Suominen |
| B. Nelson (P. Mueller, S. Jones) (PP) – 06:54 | 1–0         |                                                  |                 | Játékvezetők: Mikael Nord Marcus Vinnerborg Vonalbírók: Justin Hull Sakari Suominen |
| | 1–1         | 09:25 – T. Rolinek                               |                 | Játékvezetők: Mikael Nord Marcus Vinnerborg Vonalbírók: Justin Hull Sakari Suominen |
| | 1–2         | 26:51 – T. Hertl (J. Novotný) (PP)               |                 | Játékvezetők: Mikael Nord Marcus Vinnerborg Vonalbírók: Justin Hull Sakari Suominen |
| | 1–3         | 28:06 – R. Červenka (P. Zámorský, J. Kolář) (PP) |                 |                                                                                     |
| | 1–4         | 36:19 – O. Němec (J. Novotný, J. Jágr)           |                 |                                                                                     |
| T. Johnson (P. Mueller, S. Jones) (EA) – 58:50 | 2–4         |                                                  |                 |                                                                                     |
| T. Johnson (P. Mueller, C. Smith) (EA) – 59:03 | 3–4         |                                                  |                 |                                                                                     |

| 2014. május 22. 17:00 | Oroszország | 3–0 (1–0, 1–0, 1–0) | Franciaország | Minsk Arena, Minszk Nézőszám: 14 011 |

| Jegyzőkönyv | Jegyzőkönyv         | Jegyzőkönyv | Jegyzőkönyv    | Jegyzőkönyv                                                                     |
| --- | ------------------- | ----------- | -------------- | ------------------------------------------------------------------------------- |
| | Szergej Bobrovszkij | Kapusok     | Cristobal Huet | Játékvezetők: Antonín Jeřábek Keith Kaval Vonalbírók: Chris Carlson Vit Lederer |
| \| A. Anyiszimov (J. Jakovlev) – 04:21 \| 1–0 \| \| \| J. Malkin (Ny. Kuljomin, V. Tyihonov) (PP) – 20:52 \| 2–0 \| \| \| A. Kutuzov (Ny. Kuljomin, J. Malkin) – 47:36 \| 3–0 \| \| |                     |             |                | Játékvezetők: Antonín Jeřábek Keith Kaval Vonalbírók: Chris Carlson Vit Lederer |
| 12 perc | Büntetések          | 18 perc     |                | Játékvezetők: Antonín Jeřábek Keith Kaval Vonalbírók: Chris Carlson Vit Lederer |
| 28 | Lövések             | 16          |                | Játékvezetők: Antonín Jeřábek Keith Kaval Vonalbírók: Chris Carlson Vit Lederer |
| A. Anyiszimov (J. Jakovlev) – 04:21 | 1–0                 |             |                | Játékvezetők: Antonín Jeřábek Keith Kaval Vonalbírók: Chris Carlson Vit Lederer |
| J. Malkin (Ny. Kuljomin, V. Tyihonov) (PP) – 20:52 | 2–0                 |             |                | Játékvezetők: Antonín Jeřábek Keith Kaval Vonalbírók: Chris Carlson Vit Lederer |
| A. Kutuzov (Ny. Kuljomin, J. Malkin) – 47:36 | 3–0                 |             |                | Játékvezetők: Antonín Jeřábek Keith Kaval Vonalbírók: Chris Carlson Vit Lederer |

| 2014. május 22. 20:00 | Kanada | 2–3 (0–1, 2–0, 0–2) | Finnország | Chizhovka Arena, Minszk Nézőszám: 8671 |

| Jegyzőkönyv | Jegyzőkönyv  | Jegyzőkönyv                                      | Jegyzőkönyv | Jegyzőkönyv                                                                               |
| --- | ------------ | ------------------------------------------------ | ----------- | ----------------------------------------------------------------------------------------- |
| | Ben Scrivens | Kapusok                                          | Pekka Rinne | Játékvezetők: Lars Brüggemann Konstantin Olenin Vonalbírók: Paul Carnathan Andre Schrader |
| \| \| 0–1 \| 06:14 – O. Palola (J. Hietanen, J. Lehterä) (PP) \| \| K. Turris (M. Read) – 25:41 \| 1–1 \| \| \| M. Scheifele – 32:08 \| 2–1 \| \| \| \| 2–2 \| 40:28 – J. Hietanen (J. Lehterä, P. Kontiola) \| \| \| 2–3 \| 56:52 – I. Pakarinen (J. Lehterä) \| |              |                                                  |             | Játékvezetők: Lars Brüggemann Konstantin Olenin Vonalbírók: Paul Carnathan Andre Schrader |
| 6 perc | Büntetések   | 12 perc                                          |             | Játékvezetők: Lars Brüggemann Konstantin Olenin Vonalbírók: Paul Carnathan Andre Schrader |
| 38 | Lövések      | 26                                               |             | Játékvezetők: Lars Brüggemann Konstantin Olenin Vonalbírók: Paul Carnathan Andre Schrader |
| | 0–1          | 06:14 – O. Palola (J. Hietanen, J. Lehterä) (PP) |             | Játékvezetők: Lars Brüggemann Konstantin Olenin Vonalbírók: Paul Carnathan Andre Schrader |
| K. Turris (M. Read) – 25:41 | 1–1          |                                                  |             | Játékvezetők: Lars Brüggemann Konstantin Olenin Vonalbírók: Paul Carnathan Andre Schrader |
| M. Scheifele – 32:08 | 2–1          |                                                  |             | Játékvezetők: Lars Brüggemann Konstantin Olenin Vonalbírók: Paul Carnathan Andre Schrader |
| | 2–2          | 40:28 – J. Hietanen (J. Lehterä, P. Kontiola)    |             |                                                                                           |
| | 2–3          | 56:52 – I. Pakarinen (J. Lehterä)                |             |                                                                                           |

| 2014. május 22. 21:00 | Svédország | 3–2 (1–0, 1–2, 1–0) | Fehéroroszország | Minsk Arena, Minszk Nézőszám: 14 598 |

| Jegyzőkönyv | Jegyzőkönyv    | Jegyzőkönyv                                 | Jegyzőkönyv   | Jegyzőkönyv                                                                         |
| --- | -------------- | ------------------------------------------- | ------------- | ----------------------------------------------------------------------------------- |
| | Anders Nilsson | Kapusok                                     | Kevin Lalande | Játékvezetők: Vyacheslav Bulanov Jyri Rönn Vonalbírók: Pierre Dehaen Anton Semjonov |
| \| N. Danielsson (M. Ekholm, L. Klasen) (PP) – 13:41 \| 1–0 \| \| \| \| 1–1 \| 25:39 – G. Platt (A. Kalyuzhny, O. Yevenko) \| \| \| 1–2 \| 34:14 – A. Yefimenko (G. Platt) \| \| J. Ericsson (M. Nygren, M. Backlund) (PP) – 37:27 \| 2–2 \| \| \| M. Ekholm – 53:38 \| 3–2 \| \| |                |                                             |               | Játékvezetők: Vyacheslav Bulanov Jyri Rönn Vonalbírók: Pierre Dehaen Anton Semjonov |
| 6 perc | Büntetések     | 8 perc                                      |               | Játékvezetők: Vyacheslav Bulanov Jyri Rönn Vonalbírók: Pierre Dehaen Anton Semjonov |
| 25 | Lövések        | 23                                          |               | Játékvezetők: Vyacheslav Bulanov Jyri Rönn Vonalbírók: Pierre Dehaen Anton Semjonov |
| N. Danielsson (M. Ekholm, L. Klasen) (PP) – 13:41 | 1–0            |                                             |               | Játékvezetők: Vyacheslav Bulanov Jyri Rönn Vonalbírók: Pierre Dehaen Anton Semjonov |
| | 1–1            | 25:39 – G. Platt (A. Kalyuzhny, O. Yevenko) |               | Játékvezetők: Vyacheslav Bulanov Jyri Rönn Vonalbírók: Pierre Dehaen Anton Semjonov |
| | 1–2            | 34:14 – A. Yefimenko (G. Platt)             |               | Játékvezetők: Vyacheslav Bulanov Jyri Rönn Vonalbírók: Pierre Dehaen Anton Semjonov |
| J. Ericsson (M. Nygren, M. Backlund) (PP) – 37:27 | 2–2            |                                             |               |                                                                                     |
| M. Ekholm – 53:38 | 3–2            |                                             |               |                                                                                     |

### Elődöntők
| 2014. május 24. 14:45 | Oroszország | 3–1 (2–1, 1–0, 0–0) | Svédország | Minsk Arena, Minszk Nézőszám: 14 521 |

| Jegyzőkönyv | Jegyzőkönyv         | Jegyzőkönyv                                   | Jegyzőkönyv    | Jegyzőkönyv                                                                            |
| --- | ------------------- | --------------------------------------------- | -------------- | -------------------------------------------------------------------------------------- |
| | Szergej Bobrovszkij | Kapusok                                       | Anders Nilsson | Játékvezetők: Keith Kaval Vladimír Šindler Vonalbírók: Sakari Suominen Miroslav Valach |
| \| \| 0–1 \| 00:19 – O. Möller (J. Lindström, M. Backlund) \| \| Sz. Plotnyikov (J. Medvegyev, V. Sipacsov) – 13:25 \| 1–1 \| \| \| S. Sirokov (D. Zaripov, J. Medvegyev) – 18:00 \| 2–1 \| \| \| A. Belov (D. Zaripov, A. Ovecskin) – 31:02 \| 3–1 \| \| |                     |                                               |                | Játékvezetők: Keith Kaval Vladimír Šindler Vonalbírók: Sakari Suominen Miroslav Valach |
| 10 perc | Büntetések          | 37 perc                                       |                | Játékvezetők: Keith Kaval Vladimír Šindler Vonalbírók: Sakari Suominen Miroslav Valach |
| 34 | Lövések             | 23                                            |                | Játékvezetők: Keith Kaval Vladimír Šindler Vonalbírók: Sakari Suominen Miroslav Valach |
| | 0–1                 | 00:19 – O. Möller (J. Lindström, M. Backlund) |                | Játékvezetők: Keith Kaval Vladimír Šindler Vonalbírók: Sakari Suominen Miroslav Valach |
| Sz. Plotnyikov (J. Medvegyev, V. Sipacsov) – 13:25 | 1–1                 |                                               |                | Játékvezetők: Keith Kaval Vladimír Šindler Vonalbírók: Sakari Suominen Miroslav Valach |
| S. Sirokov (D. Zaripov, J. Medvegyev) – 18:00 | 2–1                 |                                               |                | Játékvezetők: Keith Kaval Vladimír Šindler Vonalbírók: Sakari Suominen Miroslav Valach |
| A. Belov (D. Zaripov, A. Ovecskin) – 31:02 | 3–1                 |                                               |                |                                                                                        |

| 2014. május 24. 18:45 | Csehország | 0–3 (0–1, 0–1, 0–1) | Finnország | Minsk Arena, Minszk Nézőszám: 14 378 |

| Jegyzőkönyv | Jegyzőkönyv     | Jegyzőkönyv                                         | Jegyzőkönyv | Jegyzőkönyv                                                                              |
| --- | --------------- | --------------------------------------------------- | ----------- | ---------------------------------------------------------------------------------------- |
| | Alexander Salák | Kapusok                                             | Pekka Rinne | Játékvezetők: Lars Brüggemann Vyacheslav Bulanov Vonalbírók: Jimmy Dahmen Anton Semjonov |
| \| \| 0–1 \| 08:57 – J. Lehterä (J. Hietanen, P. Kontiola) \| \| \| 0–2 \| 31:02 – J. Immonen (P. Kontiola, J. Karalahti) (PP) \| \| \| 0–3 \| 59:49 – J. Lehterä (L. Komarov, J. Immonen) (ENG) \| |                 |                                                     |             | Játékvezetők: Lars Brüggemann Vyacheslav Bulanov Vonalbírók: Jimmy Dahmen Anton Semjonov |
| 10 perc | Büntetések      | 6 perc                                              |             | Játékvezetők: Lars Brüggemann Vyacheslav Bulanov Vonalbírók: Jimmy Dahmen Anton Semjonov |
| 20 | Lövések         | 26                                                  |             | Játékvezetők: Lars Brüggemann Vyacheslav Bulanov Vonalbírók: Jimmy Dahmen Anton Semjonov |
| | 0–1             | 08:57 – J. Lehterä (J. Hietanen, P. Kontiola)       |             | Játékvezetők: Lars Brüggemann Vyacheslav Bulanov Vonalbírók: Jimmy Dahmen Anton Semjonov |
| | 0–2             | 31:02 – J. Immonen (P. Kontiola, J. Karalahti) (PP) |             | Játékvezetők: Lars Brüggemann Vyacheslav Bulanov Vonalbírók: Jimmy Dahmen Anton Semjonov |
| | 0–3             | 59:49 – J. Lehterä (L. Komarov, J. Immonen) (ENG)   |             | Játékvezetők: Lars Brüggemann Vyacheslav Bulanov Vonalbírók: Jimmy Dahmen Anton Semjonov |

### Bronzmérkőzés
| 2014. május 25. 16:30 | Svédország | 3–0 (2–0, 0–0, 1–0) | Csehország | Minsk Arena, Minszk Nézőszám: 14 001 |

| Jegyzőkönyv | Jegyzőkönyv    | Jegyzőkönyv | Jegyzőkönyv     | Jegyzőkönyv                                                                            |
| --- | -------------- | ----------- | --------------- | -------------------------------------------------------------------------------------- |
| | Anders Nilsson | Kapusok     | Alexander Salák | Játékvezetők: Vyacheslav Bulanov Jyri Rönn Vonalbírók: Sakari Suominen Miroslav Valach |
| \| J. Lindström (N. Andersén, O. Möller) – 04:28 \| 1–0 \| \| \| S. Hjalmarsson (M. Ekholm, N. Danielsson) – 15:44 \| 2–0 \| \| \| M. Backlund (E. Gustafsson, J. Lindström) – 48:22 \| 3–0 \| \| |                |             |                 | Játékvezetők: Vyacheslav Bulanov Jyri Rönn Vonalbírók: Sakari Suominen Miroslav Valach |
| 14 perc | Büntetések     | 10 perc     |                 | Játékvezetők: Vyacheslav Bulanov Jyri Rönn Vonalbírók: Sakari Suominen Miroslav Valach |
| 24 | Lövések        | 29          |                 | Játékvezetők: Vyacheslav Bulanov Jyri Rönn Vonalbírók: Sakari Suominen Miroslav Valach |
| J. Lindström (N. Andersén, O. Möller) – 04:28 | 1–0            |             |                 | Játékvezetők: Vyacheslav Bulanov Jyri Rönn Vonalbírók: Sakari Suominen Miroslav Valach |
| S. Hjalmarsson (M. Ekholm, N. Danielsson) – 15:44 | 2–0            |             |                 | Játékvezetők: Vyacheslav Bulanov Jyri Rönn Vonalbírók: Sakari Suominen Miroslav Valach |
| M. Backlund (E. Gustafsson, J. Lindström) – 48:22 | 3–0            |             |                 | Játékvezetők: Vyacheslav Bulanov Jyri Rönn Vonalbírók: Sakari Suominen Miroslav Valach |

### Döntő
| 2014. május 25. 21:00 | Oroszország | 5–2 (1–1, 2–1, 2–0) | Finnország | Minsk Arena, Minszk Nézőszám: 15 112 |

| Jegyzőkönyv | Jegyzőkönyv         | Jegyzőkönyv                                      | Jegyzőkönyv | Jegyzőkönyv                                                                        |
| --- | ------------------- | ------------------------------------------------ | ----------- | ---------------------------------------------------------------------------------- |
| | Szergej Bobrovszkij | Kapusok                                          | Pekka Rinne | Játékvezetők: Lars Brüggemann Keith Kaval Vonalbírók: Chris Carlson Andre Schrader |
| \| S. Sirokov (D. Zaripov) – 10:45 \| 1–0 \| \| \| \| 1–1 \| 19:57 – I. Pakarinen (J. Lehterä) \| \| \| 1–2 \| 26:51 – O. Palola (P. Jormakka, J. Lehterä) (PP) \| \| A. Ovecskin (V. Sipacsov) – 27:34 \| 2–2 \| \| \| J. Malkin (D. Zaripov) (PP2) – 35:38 \| 3–2 \| \| \| D. Zaripov (S. Sirokov) (PP) – 44:24 \| 4–2 \| \| \| V. Tyihonov (A. Kutuzov, Ny. Kuljomin) (PP) – 55:53 \| 5–2 \| \| |                     |                                                  |             | Játékvezetők: Lars Brüggemann Keith Kaval Vonalbírók: Chris Carlson Andre Schrader |
| 12 perc | Büntetések          | 28 perc                                          |             | Játékvezetők: Lars Brüggemann Keith Kaval Vonalbírók: Chris Carlson Andre Schrader |
| 39 | Lövések             | 26                                               |             | Játékvezetők: Lars Brüggemann Keith Kaval Vonalbírók: Chris Carlson Andre Schrader |
| S. Sirokov (D. Zaripov) – 10:45 | 1–0                 |                                                  |             | Játékvezetők: Lars Brüggemann Keith Kaval Vonalbírók: Chris Carlson Andre Schrader |
| | 1–1                 | 19:57 – I. Pakarinen (J. Lehterä)                |             | Játékvezetők: Lars Brüggemann Keith Kaval Vonalbírók: Chris Carlson Andre Schrader |
| | 1–2                 | 26:51 – O. Palola (P. Jormakka, J. Lehterä) (PP) |             | Játékvezetők: Lars Brüggemann Keith Kaval Vonalbírók: Chris Carlson Andre Schrader |
| A. Ovecskin (V. Sipacsov) – 27:34 | 2–2                 |                                                  |             |                                                                                    |
| J. Malkin (D. Zaripov) (PP2) – 35:38 | 3–2                 |                                                  |             |                                                                                    |
| D. Zaripov (S. Sirokov) (PP) – 44:24 | 4–2                 |                                                  |             |                                                                                    |
| V. Tyihonov (A. Kutuzov, Ny. Kuljomin) (PP) – 55:53 | 5–2                 |                                                  |             |                                                                                    |

| A 2014-es IIHF jégkorong-világbajnokság győztese |
| ------------------------------------------------ |
| · Oroszország · 27. cím                          |

## Végeredmény

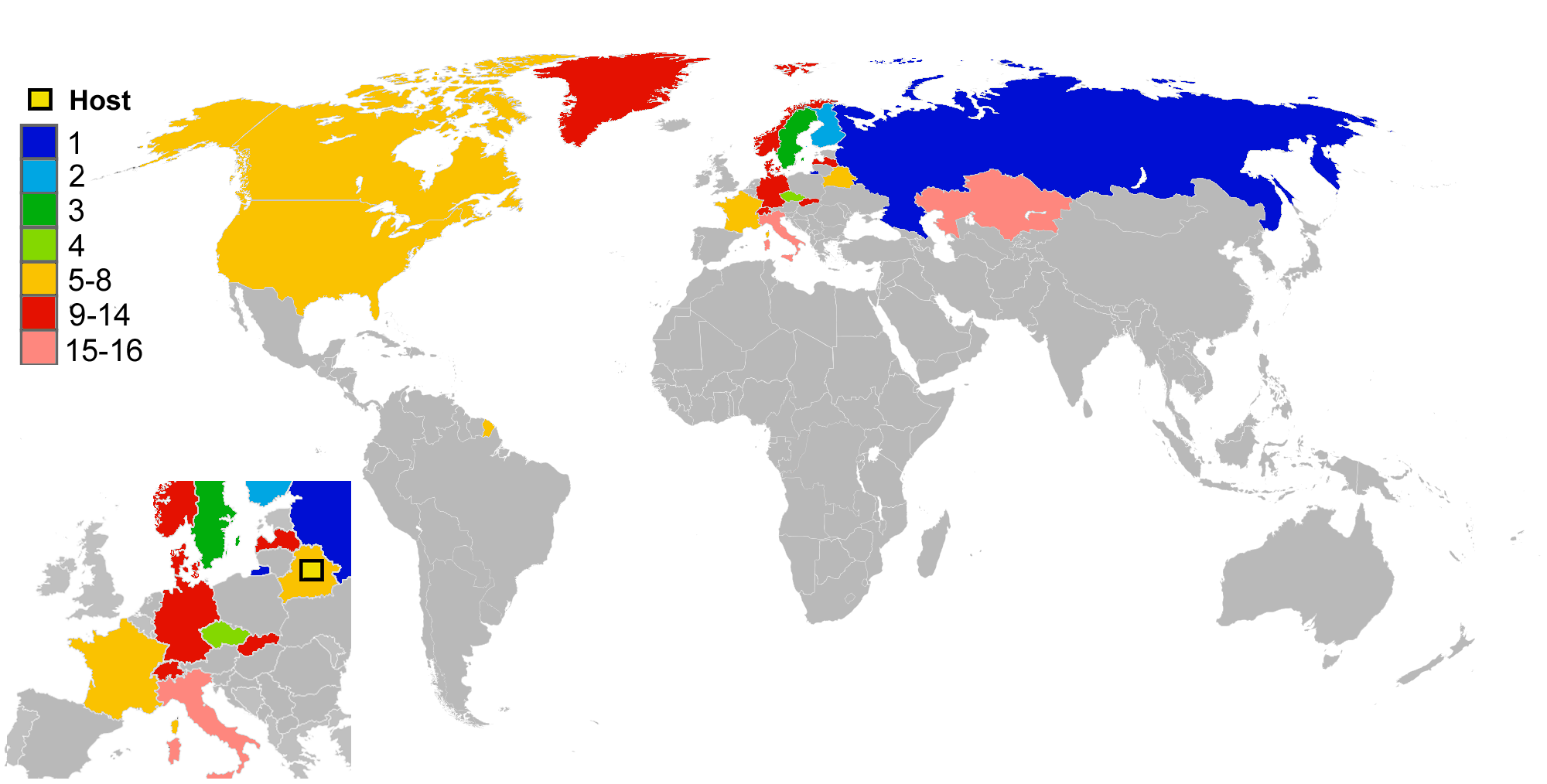
A 2014-es IIHF jégkorong-világbajnokságon részt vevő országok helyezései

| Helyezés  | Csapat           |
| --------- | ---------------- |
| Aranyérem | Oroszország      |
| Ezüstérem | Finnország       |
| Bronzérem | Svédország       |
| 4.        | Csehország       |
| 5.        | Kanada           |
| 6.        | Egyesült Államok |
| 7.        | Fehéroroszország |
| 8.        | Franciaország    |
| 9.        | Szlovákia        |
| 10.       | Svájc            |
| 11.       | Lettország       |
| 12.       | Norvégia         |
| 13.       | Dánia            |
| 14.       | Németország      |
| 15.       | Olaszország      |
| 16.       | Kazahsztán       |

## Játékosok statisztikái

### Kanadai táblázat
| Játékos             | Nemzetiség       | MSz | G | A  | P  | +/− | B  | Poszt |
| ------------------- | ---------------- | --- | - | -- | -- | --- | -- | ----- |
| Viktor Tyihonov     | Oroszország      | 10  | 8 | 8  | 16 | +10 | 10 | F     |
| Danyisz Zaripov     | Oroszország      | 10  | 3 | 10 | 13 | +7  | 6  | F     |
| Szergej Plotnyikov  | Oroszország      | 10  | 6 | 6  | 12 | +7  | 12 | F     |
| Jori Lehterä        | Finnország       | 10  | 3 | 9  | 12 | +4  | 10 | F     |
| Antoine Roussel     | Franciaország    | 8   | 6 | 5  | 11 | +6  | 16 | F     |
| Joakim Lindström    | Svédország       | 10  | 5 | 6  | 11 | +4  | 4  | F     |
| Michel Miklík       | Szlovákia        | 7   | 4 | 7  | 11 | +5  | 0  | F     |
| Alekszandr Ovecskin | Oroszország      | 9   | 4 | 7  | 11 | +6  | 8  | F     |
| Seth Jones          | Egyesült Államok | 8   | 2 | 9  | 11 | +8  | 6  | D     |
| Johnny Gaudreau     | Egyesült Államok | 8   | 2 | 8  | 10 | +4  | 2  | F     |